# 競女!!!!!!!!
『競女!!!!!!!!』（けいじょ）は、空詠大智による日本の漫画作品。『週刊少年サンデー』（小学館）にて、2013年34号から2017年22・23合併号まで連載された。
ストーリー展開はスポ根マンガのフォーマットを踏襲しているが、登場人物達の日常や競技中などの緊迫したシーンにも、水着姿の胸や尻を強調するお色気シーンがふんだんに盛り込まれている。また、キャラクターが繰り出す技の数々は、作品内ではシリアスな攻防を繰り広げているにもかかわらず、設定や演出があまりにも突飛すぎるためギャグにしか見えないものが多い。作者の空詠自身は、本作を「尻乳（けつにゅー）漫画」と称している。

## あらすじ
貧乏な高校3年生の神無のぞみは、尻や胸を使って選手達がランド上での落とし合いを競う公営ギャンブル競技「競女」の世界を知り、一攫千金を狙える競女の選手になることを決意する。のぞみは瀬戸内競女養成学校に入学し、元柔道選手の宮田さやかをはじめ多くの個性的な仲間達と共に数々の試練を乗り越え、やがてプロの競女選手として活躍していく。★が付いているものは公式名がないため、便宜的に名づけたもの。
入試編（HiP1～34）
兵庫県神戸市立新港高等学校の3年生であるのぞみは、体操選手として将来有望視されていたが、体育大学の推薦を蹴り、より多くの金を稼げるプロの競女選手を目指すようになる。ある日、競女の見学で西宮競女場へ訪れ、競技の体験レースに参加した際、元柔道五輪日本代表候補で、のちに盟友かつライバルになるさやかと出会う。会場スタッフでプロの競女選手でもある黒岩静子の勧めで、二人は日本に二つしかない競女養成学校のうちの一つ、瀬戸内競女養成学校への入学を目指す。そこで待ち構えていたのは様々な分野のトップアスリートが40名の狭き門のためにしのぎを削る過酷な入学試験だった。
入学試験では、1次試験で垂直飛び、徒競走、尻8の字、2次試験でPKシュート、反応速度テスト、人を背負っての階段登り、そして2回の模擬レースと過酷を極めるが、のぞみ、さやか共に試験に合格し、瀬戸内校への入学を決める。のぞみは模擬レースの第2レースで、エリートクラス圏内の河合花火に落水させられるが、これがきっかけでただ金を稼ぐだけではなく、心の底から「レースに勝ちたい」と思うようになる。
養成学校編（HiP35～89）
瀬戸内競女養成学校に入学したのぞみとさやかだったが、割り当てられたのは毎年落ちこぼれが入る309号室、通称「スイートルーム」だった。二人は同室の青葉風音、豊口のんと共にエリートクラス昇格を目指して切磋琢磨していく。チーム力を試されるヒップトスの授業ではONLYランドの精神を学んだが、その授業を通じてのぞみは青葉の風を読む能力をいち早く見抜き、なかなか心を開かない青葉のことを知ろうと努力し、彼女のクセに気付いて課題を突破。青葉との距離が近付いた。
入学してから2か月後、入学後初のランド授業で309号室の生徒4人は、教員の氏部凪とタイプ診断を兼ねた模擬レースを繰り広げる。3人の連携の後に放ったのぞみの一撃は、図らずも真空烈尻（かまいたちを起こすほどの回転エネルギーを用いた空を裂くような一撃）となり、未完成ながらさやからの水着を切り裂いた。以降、氏部には、技の危険性から真空烈尻を禁じられ、カウンタータイプの選手としての道を示唆されるが、のぞみは「レースに勝ちたい」という強い意志をもってインファイターの選手になることを希望し、真空烈尻の教えを乞うた。氏部からその条件として1か月間UTM（氏部特別水着）を着用しての授業を課せられることとなる。
全課程の3分の1を終えたところで、一般クラスとエリートクラスのクラス替えレースが行なわれる。各レースともエリートクラスの生徒が必ず一人入っており、昇格の条件はエリートクラスの生徒を倒すことを示唆していた。309号室の生徒では、のぞみ、さやか、豊口の3人は、エリートクラスの生徒に見事勝利したが、青葉のみ実力第1位の日下生美桜の前に敗退を喫した。青葉は元々落ちこぼれだっただけに退学を覚悟していたが、むしろ日下生に禁じ技の乳催眠を使わせたことが氏部に評価され、4人揃ってエリートクラスへ昇格した。
その後、エリートクラスの生徒達は強化合宿のために京都に赴き、そこで白雪京子を初めとした現役の競女選手から直接指導を受ける。合宿の全行程を終えた後、恒例行事の東西戦の話題になり、これまで西の瀬戸内校は東の駿河競女養成学校に東西戦で一度も勝ったことがないことを知るが、生徒達は歴史を変えるべく改めて東西戦の勝利を誓い合う。
第11回東西戦は東の本拠地である清水競女場で行われたが、練習環境も含め、瀬戸内校の生徒にとっては完全に不利な状況だった。駿河校の生徒との顔合わせでは、駿河校のコーチ・坂城綾子が瀬戸内校を教員を含めこき下ろしたことにより、瀬戸内校の生徒達の琴線に触れ、一触即発寸前の状態にまでなったが、瀬戸内校の教員・小早川未来が頭を下げたことでその場は何とか矛を収めることになる。同じく教員の北斗瞳の手が何も言い返せない悔しさで震えていたことを察したのぞみは、勝ち抜けとは言わず、全勝して今度は教員達の手を嬉しさで震えさせようとクラスメイト全員と一緒に改めて勝利を決意した。駿河校の生徒も実力派揃いだったが、全3レースのうち2勝（いずれのレースも2人生き残っての勝利）、しかも残りの1敗も惜敗という結果で、瀬戸内校が東西戦史上初めて駿河校に勝利し、優勝を果たす。レース後の懇親会ではONLYランドの精神により両校の生徒が互いの健闘を称えあい、仲良く交流した。
B級プロ編（HiP90～126）★
瀬戸内競女養成学校をエリートクラスで卒業したのぞみは、さやかと共に兵庫支部のB級プロとして、西宮競女場に戻ってきた。東西戦での活躍もあり、早くも周囲から期待されていたが、デビュー戦では僅か40秒で落水し、早くもプロの洗礼を浴びる。その後も連戦連敗を喫して身も心もボロボロとなる中、同じ兵庫支部所属の先輩で同じB級選手の東雲愛や赤松水華、桜木澄玲のアドバイスを受けることで実力を蓄えていく。特に桜木には練習に度々同行し、過酷な内容を目の当たりにする。スールの関係にはなっていないものの、桜木の練習メニューについてきたのぞみは、ついにレース初勝利を挙げる。一方桜木の方は、トラウマにより競女選手に対して必殺技の尻関節を出せない状況が続き、B級に甘んじていた。しかし、のぞみとさやかの協力の元、尻関節に代わる新たな必殺技・尻柔術を体得。神戸開港特別で見事優勝を果たし、復活を遂げる。
神戸開港特別のレース後、銀夜萌子から「東雲愛が、しげ夫の網パンツをばらまいている」という噂を聞かされる。網パンツは「究極の尻鎧（アンリミテッドパンツ）」の略称で、しげ夫は製作者の藤崎しげ夫のことを指す。実は東雲は、しげ夫の娘であり、母も元S級の競女選手である、競女界の名門・藤崎家の出身だったのである。究極の尻鎧はアンフェアアイテムとして協会から発禁処分を受けているほどの禁具であり、噂が事実なら競女界からの追放もあり得るが、東雲は明確に否定する。東雲は自分を陥れるための両親の仕業に違いないと確信し、真相を知るべく実家のある広島県の尻島へのぞみとさやかと共に向かう。警備などの横入りもあったが、母である藤崎玲子と対面することに成功する。やはり究極の尻鎧をばらまいた張本人は玲子だったが、玲子の真の目的は、五尻に匹敵する選手を育て、五尻がトップに君臨する競女界の現状を変えることだった。そこに鹿威しの岩に模していた、五尻の配下で尻影部隊に属する東の競女選手・柏葉くくるが現れる。柏葉は、究極の尻鎧による一連の不正を行なった旨の会話内容をボイスレコーダーに録音していた。今すぐ究極の尻鎧のばらまきを止めないと、会話内容を公表すると脅したのだ。そこに警備部隊が駆け付け、柏葉に向かってゴム弾を発射するが、柏葉の吸引放尻によって弾を跳ね返され、その流れ弾が玲子に当たり、玲子は負傷してしまう。本来は親思いの東雲は激昂し、自爆覚悟のTｰヒップスで柏葉を押しつぶそうとするが通用しない。のぞみとさやかが加勢してもボイスレコーダーを奪うことが出来ず、東の選手との実力差を痛感し、もはやこれまでとのぞみが覚悟したところで、五尻の一人・剣ふゆゆが割って入る。東のイメージを落としめるとして、柏葉に地面がえぐれるほどの制裁を加えた。剣は究極の尻鎧の件を外に漏らさないことを約束してその場を去る。西が強かったあの頃を取り戻したいと願う父や母、そして尻島で働いている全ての従業員の思いを一身に受け、東雲は改めて究極の尻鎧を受け継ぐ。一方のぞみとさやかは尻島観光を続けていた剣を発見、剣に宣戦布告する。
打倒・五尻を宣言したものの、現実は階級が離れており、五尻と同じ舞台に立てないままでいた。五尻と対戦するためにまずはA級へ昇級することを桜木に促される。さやかは既に必要なポイントを満たしてすでに昇級を確定させていたが、のぞみは初勝利が遅かった影響で、あと5回は優勝しなければ昇級出来ない状況にあった。東の斡旋を受けたのぞみは単身船橋競女場に乗り込む。しかし、待ち受けていたのは、船橋所属のベテラン選手達による壮絶な新人潰しだった。返り討ちに遭い、ボロボロになりながらも何とか湾岸カップの決勝戦に進出したのぞみは、レースの最中に再会した青葉風音の助力を得て、船橋のドンである小杉莉央に勝利、優勝する。
さやかは、悩むのぞみの相談に乗ったり一緒に行動するなど周囲から見ても仲のいい親友として振る舞っていたが、シーズン最終戦である前期西宮ファイナルカップ決勝戦に、A級への昇級がかかったのぞみと共に出場した際、「のぞみの優勝を援護する」という周囲の予想を裏切り、さやかはのぞみを敗退させようと積極的に攻撃、明確な「敵」としてのぞみの前に立ちはだかる。親友としてだけではなくライバルとして自分を見てほしいという思いを吐露したのだ。その思いに対して、のぞみはさやか用の隠し技を使ったことで自身も同じ思いであると返答、激戦の末に互いの水着が80%以上損壊したため、オーバー・エロとなり引き分け、同着優勝となる。
A級プロ・ガーデン・ワース編（HiP127～145）★
A級へ昇級したのぞみとさやかは、ファン向けのイベントやグラビア撮影などでB級の頃とは比べ物にならないほど多忙な日々を送り、思うようにレースで結果を出せないでいた。彼女達と同じ時期に再びA級へ昇級し、すでに2勝を挙げていた桜木澄玲は、彼女達に競女選手専用の住居であるガーデン・ワースへの移住を提案する。ガーデン・ワースを訪れたのぞみとさやかは、謎の覆面二人組に急襲されるが、見事にあしらい、大家から入居資格ありとして合格のお墨付きをもらう。覆面二人組の正体は、同じくA級へ昇級していた河合花火と小刀沙弥だった。のぞみはまだ学生である妹と弟だけを家に残すことはできないとして、一度は移住を断念するが、家族はガーデン・ワースの存在を把握しており、姉ののぞみにやりたいことをやるようエールを送り、移住を後押し、決心させた。のぞみとさやかは同じ部屋で一緒に暮らし始める。
小刀は乳抜刀などで胸を酷使し続けたため、乳力脱力症に陥っていた。亡き母が遺した技由来でこだわりの乳抜刀をどうしても捨てられない小刀は引退を覚悟していたが、のぞみ達は小刀のために乳抜刀に代わる新しい尻技を模索する。のぞみ達の思いとは裏腹に、乳抜刀を捨てることに抵抗がいまだにある小刀は、新技の詳細な内容を目にした上で、のぞみ達の自身への思いを断ち切らせるべく、ついにのぞみに果たし状を突き付ける。のぞみと小刀は、住之江競女場で開催されるヴィーナスシリーズの決勝戦で相まみえる。乳首が水着を突き破るほど気合いが入っていた小刀は、初めこそのぞみと敵対していたが、同じく母を亡くしているのぞみの「自分達を頼ってほしい」という強い思いをとうとう受け入れ、斬尻剣を初めとした尻技を使うようになる。最後は小刀が、のぞみとのコラボレーション技・真空×斬尻剣を東の刺客・小矢理薫に放つが、勢いが良すぎて尻からのぞみの頭部がすっぽ抜けてしまい、そのままのぞみと小矢理が落水、小刀がA級レース初優勝を果たすと共に、改めて尻技も使うことを心の中で母に報告した。
レース後、密かに観戦していた五尻の雪月いくみと剣ふゆゆがのぞみの前に姿を現す。尻島で突き付けたのぞみの宣戦布告を雪月が正式に受諾した。ガーデン・ワースに戻ると、雪月と剣が待っており、早速ガーデン・ワース内の室内プールで、雪月対さやか・小刀組、雪月対のぞみ・河合組という、模擬レースながら五尻と期待の星世代の初の直接対決が行なわれる。人的に不利ながら、いずれのレースも雪月が圧倒した。特に2レース目ののぞみ・河合組とのレースでは、のぞみが雪月の必殺技・U・N・COをまともに喰らい、3日間も意識不明の状態となるほどであった。レース後、雪月は引退を正式に発表し、その記念として優勝賞金10億円の尻卒祭の開催を全国各地の競女選手に通達する。のぞみとさやかを初めとする期待の星世代は全員A級選手だが、尻卒祭ではレース級をA級選手も参戦できるG-IIに下げて参戦を募っていた。これは「10億円の賞金を取れるモノなら取ってみろ」という期待の星世代へ向けた雪月なりのメッセージであった。瀬戸内競女養成学校時代の同期の仲間達に見守られながら目を覚ましたのぞみは、改めて打倒・五尻を決意する。
のぞみやさやかとほぼ一緒に行動していた桜木だったが、未だに彼女達とは正式にスールの関係にはなっていなかった。スールの関係になるタイミングを逸し続ける中、西尻連合のリーダー・加戸涼秀がガーデン・ワースを訪れる。加戸は、短期間で尻卒祭を勝ち上がれるだけの力を与える代わりに、桜木を差し置いてのぞみとさやかに自分のスールになるよう勧誘したのだ。加戸はその後もガーデン・ワースに滞在し続け、のぞみとさやかを指導する。一度はのぞみとさやかのことを思って自ら身を引くことを考えた桜木だが、彼女達と一緒にいたいという気持ちが抑えられず、ついにスールを申し込むことを決意する。しかし、いざガーデン・ワースののぞみとさやかの部屋を訪れると、荷物は一切引き払われていた。大家の話によると、彼女達は加戸と一緒に出ていったという。それでも思いを伝えたい一心でヘリコプターに乗り、決死の尻ラペリングでのぞみとさやかの前に現れ、改めて彼女達にスールの関係になりたいと告白する。桜木の告白に、のぞみとさやかは喜んで受け入れた。実は全て大家の勘違いであり、二人は加戸のスールの申し込みを断ったし、部屋を引き払ったのは瀬戸内校時代の仲間達との合宿のためであり、一時的なものだった。ともあれ、桜木は、のぞみとさやかの二人と晴れて正式にスールの関係になる。
A級プロ・尻卒祭編（HiP146～177）★
東西全面尻戦争と言える、雪月いくみの引退を記念する尻卒祭がついに始まった。1次予選は、参戦した五尻の全員、期待の星世代のほとんど、共に突破。2次予選では、いよいよ各レースで五尻と期待の星世代が直接対決する。壮絶な2次予選の結果、直接対決全てのレースで期待の星世代が五尻に勝利し、決勝戦では出場した7名全員が期待の星世代、すなわち西の新人が独占するという競女史上類を見ない快挙を達成。これを機に西の競女界も活気づく、というところで物語は終わる。

## 登場人物

### 主要人物
神無 のぞみ（かみなし のぞみ）
声 - Lynn
本作の主人公。兵庫支部所属。初登場時は高校3年生で17歳。3月12日生まれ。血液型はAB型。一人称は「私（うち）」。旅芸人の父が家を開けっ放しなため、妹や弟の世話をしながら、貧乏アパートで暮らしている。元々は有望な体操競技の選手だったが、家庭の事情からあまり金銭的な成功の望めない体操の道を捨て、体育大学の推薦を蹴って競女の世界での一攫千金を目指すことを決意する。体操で鍛えたバランス感覚と柔軟性を活かしたスピーディーかつトリッキーな技を武器としている。得意技は尻を使い相手の尻を押し上げる尻上げと、宙返りなどで尻を加速させ遠心力で破壊力を上げる尻キャノン砲。普段は爛漫で人懐っこい性格だが、こと競技においては冷静な判断力やしたたかな面も持ち合わせている（いわゆる尻知恵）。洞察力や観察眼にも優れるが空気が読めないことも。また、あまり表には出さないがかなりの負けず嫌いでもある。その性格から、友人を増やしていくことに長けている。西宮競女場でさやかと出会い、交流を深めていく。瀬戸内競女養成学校の入学試験の模擬レースにおいてはのちのエリートクラス第4位の河合花火と対戦し、激しい攻防の末に敗退を喫した。しかし試験自体には合格し、瀬戸内校への入学を果たした。
エリートクラス昇格を賭けたクラス替えレースにて藤崎琴音と対戦。琴音の反応の速い迎撃に策を講じるも歯が立たず悪戦苦闘させられた。レースに情熱を持たない彼女に業を煮やす。のぞみがバランスを崩したのにも関わらず、正確無比な琴音が空振りしたのをきっかけに彼女の技の秘密に気付く。尻を細かく震動させる奇策、バイブリング・ヒップを用いて琴音の技を封じたかに見えたが、本気となった琴音の胸と尻のコンビネーションに再び戦況を覆される。起死回生の手段としてファウンテイン（噴水）のランドの水を利用し回転の力を加え真空烈尻を放つが琴音の水着を破くまでに留まり、自身にも相当な負荷がかかってしまう。しかしすぐさま第二撃の真空烈尻を放つために助走と回転を始め、同じく助走を始めて技の威力を上げていた琴音と正面から撃ち合う。互角とも思えたが回転の力を加えた真空烈尻の威力は凄まじく、琴音の身体を場外へ落水させ、勝利を得た。後にさやか、青葉風音、豊口のんと共にエリートクラスへの昇格を果たした。瀬戸内校11期生・実力第12位。
京都合宿では、現役競女選手の白雪京子を指導者に弱点と身体の欠点を指摘される。尻のパワーを得た代償にスピードが劣化していることに気付かされ、白雪に新しい尻の撃ち方瞬尻を示唆される。瞬尻のコツを掴めず苦戦していたが日下生美桜のアドバイスや自然に落ちる木の実をヒントに瞬尻を体得した。合宿最終日の模擬レースで、実力第9位の月下うさぎと対戦。瞬尻を以てレースを運び月下を追い詰めるも、小柄な体格を利用したスピードで翻弄しようとする月下に対し、瞬尻を避けた相手に尻を振り下ろす重力落下尻（メテオ・ヒップ）を咄嗟に考えついたことで勝利した。
東西戦の舞台、清水競女場にて駿河競女養成学校の実力第2位・坂城真夜と邂逅を果たし、結果的に一矢報いることとなるが技の撃ち合いの末に撃ち負けてしまう。その後、東西戦の第3レースに出場。真夜の尻発頸、乳発頸の前に大苦戦を強いられるも真空烈尻で食い下がる。その間に河合達が他の駿河校メンバーを敗退させて真夜を追い詰めるも、別人格である坂城カヤが現れ味方は総崩れになるが、河合の乳秘孔により100％の力を引き出しカヤを圧倒。再び真夜の人格を引き戻す。最後は真空烈尻をさばかれるも、そのエネルギーを胸で抑え込み乳首によるデコピンで勝利した。その代償に乳首が立たなくなり選手生命が危ぶまれるが、真夜に揉み払い師の十文字小影を紹介してもらい、彼が与えたリハビリメニューをこなすことで乳首が復活する。
その後瀬戸内校を卒業し、B級プロとしてデビューするも、レースの立ち回りに苦しみ連戦連敗。桜木澄玲の練習に同行することで実力をつけていった結果、見事レース初勝利を挙げる。
桜木と正式にスールの関係になった後、尻卒祭では、1次予選で、S級へ昇級した柏葉くくると同じ31組に出場。雪月いくみの必殺技・U・N・COから着想を得た二段構成からなる新技・真空烈尻・弐式で柏葉を落水させ、格上の相手に勝利した。2次予選では、五尻の剣ふゆゆと竜胆ミサキの二人と同じ5組に出場。最終的に剣と一騎打ちとなり、真空烈尻ではなく基本技の尻上げで剣を落水、決勝戦出場7名のうちの一人に名を連ねた。決勝戦ではさやかと共にオーバー・エロになり敗退した。
宮田 さやか（みやた さやか）
声 - M・A・O
本作のメインヒロイン。兵庫支部所属のアウトファイター。血液型はA型。柔道の天才少女。のぞみと同様にプロの競女選手を目指している。競女選手になりたい理由は「可愛い水着を着たいから」。クールな外見とは裏腹に感情表現は豊か。貧乳をコンプレックスにしており、胸のことをいじられたり他者の巨乳の話題になると苛立ったり悔しがったりしている。運動能力が著しく高く、軽やかな身のこなしと反射速度を利用した高速の体さばきはエリートクラスに匹敵するほど。何かとのぞみを気に掛けている節があり、自分以外がのぞみと話していると嫉妬心を垣間見せ顔をしかめたり、そっぽを向くことがある。かつては柔道の五輪日本代表確実とまで評価されるほどの実力者であったが、その本心は競女に憧れるも、実家の道場のためにと騙し騙しで続けていた。五輪代表選考試合において林田を相手に無気力試合を行い、わざと負けた。そのことが原因で闇雲幸子に恨まれ瀬戸内競女養成学校の入学試験で狙われたが、後に和解。のぞみと共に入学試験に合格し、瀬戸内校へと入学した。他の309号室の生徒達のキャラの濃さに先が思いやられていたものの、のぞみのおかげで309号室の生徒達と強い絆で結ばれる。一般クラスからのエリートクラス昇格を賭けたクラス替えレースではエリートクラスのアウトファイター・六堂鈴に追い詰められるものの、予てより編み出していた最速になるための切り札・K-acceleration（K-くい込ませ  acceleration-加速の意。水着をくい込ませることで肌への着圧を軽減させ、自身のスピードをはね上げる手段）を発動し勝利を収めエリートクラスへの昇格を果たした。瀬戸内校11期生・実力第11位。
東西戦では、第1レースに出場。どんな悲鳴をあげてくれるのかと言い切り、レース開始直後、駿河競女養成学校の選手が行なってきた非礼にヒートアップ、K-acceleration ハーフで奮戦するも効果が切れ動けなくなる。相性の悪い七瀬奈美相手に回復までの時間を稼いだ藤崎琴音がぼろぼろになって転倒の末落水したのを見て激怒。水着が破れるほど食いませるK-acceleration フルパージにより七瀬を圧倒するも後一歩で効果が切れ追い込まれるが、胸を揉んで乳首を立たせからの乳首一本背負いで逆転勝利する。図らずもこの勝利は観戦に来ていた父の宮田無双に柔道を捨ててはいないことを伝えることとなった。
瀬戸内校卒業後はのぞみと共にB級プロとして兵庫支部に所属。のぞみとは対照的に順調に勝ち進みA級昇級を確実にする。A級昇級後に桜木澄玲と正式にスールの関係になった。
尻卒祭では、1次予選を突破し、2次予選で五尻の一人・孔雀ナキと同じ1組に出場。かつての孔雀のライバルだった南野が発案したK-acceleration フンドシモードを体現し、応用技の超々尻祭連弾で孔雀を落水させ、5年ぶりに五尻の一角を崩すことに成功すると共に、決勝戦出場7名のうちの一人に名を連ねた。決勝戦ではのぞみと共にオーバー・エロになり敗退した。

#### 瀬戸内競女養成学校
兵庫県淡路島に位置する競女選手及び競女技師の養成学校。東西に1校ずつ存在する競女養成学校のうち、こちらは西に該当する。のぞみ達は11期生にあたる。白雪京子（5期生）や桜木澄玲（6期生）、藤崎愛（のちに改名して東雲愛）、期待の星世代などを輩出。

##### 309号室
一般クラスにおいて落ちこぼれが集められる部屋として知られており、「スイートルーム」と名付けられている。その由来は脱走者が出ることによって部屋が広く使えるため。11期生ではのぞみ、さやか、青葉風音、豊口のんの4名が在籍。
青葉 風音（あおば かざね）
声 - 本渡楓
広島県出身のアウトファイター。原作での初登場は、HiP36「スイートルーム!!!!」。初登場時点で18歳。血液型はA型。ポニーテールが特徴的な小柄な少女。空間把握力が高くスピードも速い。ヒップトスでは右手で風の動きを読んでボールの落下地点を完璧に予測した。普段は無口で口下手であり、それが原因で高校では仲間外れにされていた。しかしのぞみ達と交流するうち、少しずつ感情を表に出してきている。リアクションは大きめで、主な感情はポニーテールに現れており、のぞみはそれの揺れ具合などで簡単な意思疏通を図っている。
クラス替えレースではエリートクラスの日下生美桜、一般クラスの堀内桃、島田哀と対戦。序盤は日下生に侮られるも、知りつくす右手（スキャニング・ハンド）によって得た情報を元に他2人に指示を与える形で連携を執り、一時は日下生に冷や汗をかかせた。しかし善戦空しく日下生の乳催眠に抗うこと敵わず、力の差を見せつけられあえなく落水させられる。レース終了後、自身の力不足を痛感し退学を覚悟するが、のぞみや日下生の訴え、氏部の評価を聞いて残留を決める。その伸びしろと才能を見込まれエリートクラス昇格を果たした。瀬戸内競女養成学校11期生・実力第13位。
東西戦では、第2レースに出場。司令塔としてランドの特性を生かした作戦を敢行。優勢に進め駿河競女養成学校の実力第3位である鳳凰院早苗相手に知りつくす右手で覚えた瀬戸内校40人分の技を使用する尻の財宝（ヒップ・オブ・バビロン）を発動し対抗するも、元の持ち主より技の威力が落ちる弱点も見抜かれ鳳凰院の胸技パイ・パイル・パイパーの力の前に劣勢になる。駆けつけた豊口のんの援護で片側のブラジャーのロックが外れ技の威力が半減した鳳凰院と激突。互いに落水するもパイ・パイル・パイパーの風圧で僅かに鳳凰院の着水が遅かったため敗退となった。
瀬戸内校卒業後はB級プロとなり、船橋競女場でポイントを稼ぎに来たのぞみと湾岸カップの決勝戦で再会。新技・加護を得た尻の槍（ネイト・ケツ・ボルグ）を披露し、のぞみと共にアウェーの船橋を攻略した。その後、A級へ昇級。人間だけでなくあらゆる動物の尻データを集めていき、最終的には「3億5千と2百6」もの尻を収集した。
尻卒祭では、1次予選、2次予選を突破し、決勝戦出場7名のうちの一人に名を連ねた。決勝戦では日下生越えを果たしそのまま優勝した。尻卒祭に優勝したことでスールを申し出る後輩が一挙に増えると共に、次期賞金女王の最有力候補となった。
豊口 のん（とよぐち のん）
声 - 大西沙織
鹿児島県出身のカウンタータイプ。原作での初登場は、HiP36「スイートルーム!!!!」。初登場時点で18歳。血液型はO型。天然が目立つドジっ娘であるも本人は認めていない。過疎化の進む地元の村を活気づけるために競女選手を目指している。
クラス替えレースではエリートクラスの吉田敦子、一般クラスの大島優子、五津井奈々と対戦した。軟らかさと弾力を併せ持った尻を持つ、「尻殺し」と呼ばれる軟尻体質であり、内臓まで響く吉田の金剛尻を唯一無効化し彼女を落水させた。周囲からはダークホースとされたが、豊口自身は何故吉田が落水したかも気付いてはいなかった。レースでは1位通過を果たしエリートクラスへ昇格が決定した。瀬戸内競女養成学校11期生・実力第14位。エリートクラス昇格後もドジは直っていない。また、吉田のことはお尻が固い人という認識で定着した。
東西戦では、第2レースに出場。月下うさぎと共に黒霧綾瀬の精霊尻の限界まで持ちこたえ、鳳凰院早苗の隙を突き、力尽きた黒霧を青葉風音と共に落水させた。しかし、直後に鳳凰院に吹き飛ばされるも、落水直前にフライトに足をかけ鳳凰院のブラジャーの片側のロックを外し、パイ・パイル・パイパーの威力を半減させた。
プロ入り後は順調に勝利を重ね、のぞみより先にA級への昇級を決めた。
尻卒祭では、1次予選で「尻陰陽師」日影唯と同じ組に出場。彼女の操る死霊に対して、事前に吉田に経文を乳首に書いてもらったおかげで無効にし、1.6キロ乳キャノンで落水させ、勝利した。2次予選ではのぞみと同じ5組に出場。受けてきた技を貯め続けて一挙に返す残光宝影尻で五尻の一人・竜胆ミサキを落水させる快挙を成し遂げるが、力尽きて転倒、敗退した。

##### エリートクラス
入学試験成績優秀者が集められた上位10名のクラス。特別なカリキュラム、授業料半額免除、エリートクラスで卒業するとB級選手としてプロデビューできるなどの特典が設けられている。制服も、一般クラスのスカーフが赤色なのに対してこちらは水色となっている。のちにのぞみ達309号室の生徒4人が昇格したことにより、在籍人数は14名となった。
一般クラスから昇格したのぞみ達4人を含め、彼女達の多くがプロ入り後に驚異的な活躍と異例のスピードでA級へ昇級し、やがて五尻に対抗する期待の星世代と呼ばれるようになる。
日下生 美桜（くさかい みお）
声 - 山村響
瀬戸内競女養成学校11期生・実力第1位。長崎支部所属のインファイター。原作での初登場は、HiP9「マンモス宮田!!!!」。初登場時点で20歳。母親がイギリス人のハーフ。背泳ぎの元日本代表で北京五輪金メダリスト。金髪碧眼でモデルのように容姿端麗で英語も堪能。のぞみ以上に天真爛漫な性格をしており、バイク、ゲーム、サーフィンなどを趣味にしている。可愛い娘とイチャつくことが好きでのぞみのことを大変気に入っている。練習を含め瀬戸内校でも無敗を誇り一般クラスからエリートクラスへの昇格を賭けたクラス替えレースでもあまりのレベルの差を埋めるために禁じ技を設定されるほど、エリートクラスでも飛び抜けた才能を持つ。洞察力も長けており、のぞみが苦戦していたカブ抜き特訓のコツを一目で見抜いたり、七瀬奈美の尻喰いの攻略法を一瞬で見抜いたりしている。元五輪金メダリストということで、入学試験の時から注目度もさやか以上であり、前評判通り全ての試験でトップ合格しエリートクラスとして入学。
クラス替えレースでは青葉風音を含む3名とレースで対戦し、圧倒的な実力差を見せつけ優々と勝利を収める。しかし禁じられた技をレースで使用したことで、氏部凪に罰せられることとなる。この時、本気は出していなかったにも関わらずあえて追い詰められて技を出させられたようにのぞみと芝居を打ち青葉の才能を氏部にアピールした。
東西戦では、第1レースに出場。さやか、藤崎琴音との連携で花山咲を落水させた後は技の反動で動けないさやかをかばうため七瀬を琴音に任せ、冬空星天・叶星姉妹と対戦。二対一の状況でありながら快楽を武器にした尻技で圧倒の上落水させてレースを決め、駿河競女養成学校の坂城コーチからも七瀬を倒したさやか以上に息一つ乱さず3人を落とした彼女のポテンシャルが敗因と評価された。
プロ入り後は順調に勝利を重ね、同期の中でもいち早くA級への昇級を確実にしている。
尻卒祭では、1次予選を突破し、2次予選で五尻の一人・星出ヒカルと同じ2組に出場。上空からの尻攻撃に合わせて天国直行尻急所（ヘヴンズ・ヒップ・スポット）で性感帯を直撃、星出を敗退させ勝利、決勝戦出場7名のうちの一人に名を連ねた。
六堂 鈴（ろくどう りん）
声 - 高橋李依
瀬戸内競女養成学校11期生・実力第2位。兵庫県出身。原作での初登場は、HiP21「トップ10!!!!」。初登場時点で18歳。あだ名は「りんりん」。自称「西日本最速のアウトファイター」。自信家でありビッグマウス。興奮すると髪がネコ耳のように逆立つ。驚異的な肺活量を活かした圧倒的なスピードに絶対の自信を誇り、尻さばきはもちろん身のこなしも軽やかで、初見ではのぞみもさやかも目で追えていなかった。一般クラスをどこか見下しているところがあり、のぞみ達と初めて会った時は自身と張り合える相手はいないと断言していたが、のぞみだけには一般クラスにはもったいない逸材と評した。
クラス替えレースにてさやかを含む3名と対戦。さやか以外の2人を瞬時に吹き飛ばし、ワープのような速さでさやかを翻弄する。スピードだけではなく緩急をつけるしたたかさ、動きの柔軟さ、反射神経もエリートクラスたる所以とされる。さやかと他者を圧巻させるほどのハイスピードの戦いを繰り広げ、尻技を繰り出す際に必要な肺活量の差から優位に立つも、K-accelerationを発動させたさやかのスピードに追い付くことができず、超高速の尻ガトリングを受け落水、敗退した。勝負を経て、さやかとは友情が芽生えた。
東西戦では、第3レースに出場。室町光のパイ・ザ・フラッシュを破るも、森本緑との連携に苦戦するが河合花火と小刀沙弥の援護を受け勝利する。その後坂城カヤと4対1の状況を作るも彼女の乳万力に圧倒され、河合がのぞみに乳秘孔を放つ時間を稼いだ末に転倒、敗退した。
プロ入り後はのぞみと同じ兵庫支部所属となったが、西宮競女場では彼女の登場は無く、巻末のおまけ漫画では別支部の日下生美桜と行動しているシーンがある。プロになってからも順調に勝利を重ね、さやかよりも早くA級への昇級を確実にした。
尻卒祭では、1次予選を突破し、2次予選でさやかと同じ1組に出場。五尻の一人・孔雀ナキに落水させられ、敗退した。
河合 花火（かわい はなび）
声 - 前田玲奈
瀬戸内競女養成学校11期生・実力第3位。京都府出身のインファイター。原作での初登場は、HiP9「マンモス宮田!!!!」。17歳。趣味は旅行。瞳には花の模様が浮かんでいる。ソフトボールの投手を経験している。イケメンに目がなく競女をしながら彼氏を募集しているが、未だに理想の男性を見つけられずにおり、交際には至っていない。ソフトボール投手独特の強力なダッシュ力で相手との間合いを一瞬で詰め、急所（みぞおちや顎）を正確に撃ち抜く尻技の使い手。瀬戸内校の入学試験の模擬レースにてのぞみと対戦。幼い頃より身体能力の高さ故に周囲と疎外感と退屈を感じていたが、全力でぶつかり合えるのぞみとの勝負でそれを解消。序盤から優勢であったが後半のぞみの目が河合の動きに慣れてきたことにより反撃をくらうことになる。しかし最後の一撃は紙一重の攻防で河合が制した結果、河合の勝利となった。以降、のぞみとは良い関係を築いている。急所を狙い一発を狙うインファイターであり、京都合宿では白雪京子にバランス力が足りないことを指摘された。
東西戦では、第3レースに出場。主に六堂鈴やのぞみのサポートに回り、乳秘孔でのぞみの100％の力を引き出し勝利に貢献した。
プロ入り後は白雪とスールの関係になり、彼女の指導の下でデビュー戦から優勝するなど順調に勝利を重ね、A級への昇級を果たす。
尻卒祭では、1次予選、2次予選を突破し、決勝戦出場7名のうちの一人に名を連ねた。
藤崎 琴音（ふじさき ことね）
声 - 石上静香
瀬戸内競女養成学校11期生・実力第4位。広島県出身。原作での初登場は、HiP9「マンモス宮田!!!!」。初登場時点で18歳。母は多くの尻技を生み出し、現在の競女の基礎を作ったとされる初のS級選手・藤崎玲子で、姉の東雲愛も現役の競女選手という競女選手のサラブレッド。究極の尻鎧の開発者・藤崎しげ夫は父。ランドの振動で相手の動きを読んで相手を見ないまま回避や迎撃など攻撃を行うことから、まるで尻が別の生き物だということで彼女の尻はケルベロス（声 - 村上裕哉）と呼ばれている（ケルベロスでの攻撃や迎撃は無意識レベルで行っているため、本人も「ケルちゃん」と呼び自分とは別のように扱っている）。一見ケルベロスに頼ったレーススタイルと誤解されがちであるが、昇龍胸などの胸技も併せ持っており、自身とケルベロスが協力して闘うスタイルこそ本来の姿。実は競女技師同士が仲良くしているところを見て「イイ」と言ったり、よく身につけているヘッドホンで聴いているものもそういう系統だったりと明らかにそっち系）で、2本の歯ブラシなど無機物からも妄想に浸れる上級者。
クラス替えレースにおいてのぞみを含む3名と対戦し、ケルベロスによって優位に立つ。のぞみにケルベロスの秘密を暴かれ対抗策を編み出されるも優勢を揺るがすことはなかったが、真空烈尻を受けて状況が一変。のぞみに触発され互いに大技を撃ち合う。琴音の全力ケルベロスとのぞみの真空烈尻、威力は互角かと思われたが、単に助走で威力を上げた全力ケルベロスと、重ねられた回転によって加わった遠心力で威力を上げた真空烈尻の優劣はすぐに明らかになり、落水、敗退した。競女に対して冷めた態度でいたが、のぞみとの対戦を経て情熱と興奮を宿す。レース後はのぞみのことを意識するようになり、またチームプレイに目覚めるなど周囲との関係にも少しずつ変化が生じる。
東西戦では、第1レースに出場。3人の連携で花山咲を落水させ、K-accelerationの反動で動けないさやかの時間稼ぎのため七瀬奈美に挑むも下半身が敏感な彼女の体質は、七瀬の共感覚による弱点攻撃と相性が悪く苦戦する。日下生美桜のアドバイスで胸をメインの戦いに切り替え粘るも即興のスタイルでは七瀬の先読みを攻略できず転倒、敗退し、さやかに後を託して落水する。
プロ入り後は順調に勝利を重ね、さやかよりも早くA級への昇級を決めている。実の姉である東雲とスールの関係になった。
尻卒祭では、1次予選で開幕戦に出場。自我を捨て尻そのものになる超尻覚醒（シリミットブレイク）を披露する。さらにシンクロ率を120%に上げ、尻を擬人化させるに至り、結果として他の5人全員を直接敗退させ、1次予選を突破した。2次予選では東雲と同じ3組に出場。最終的に琴音、東雲、銀夜萌子の3人に絞られたが、東雲との合体技・天竜双尻牙を銀夜に放ち、3人同時に落水。スローカメラによる審議の結果、0.02秒のわずかな差で勝利、決勝戦出場7名のうちの一人に名を連ねた。
天野（あまの）
瀬戸内競女養成学校11期生・実力第5位。作中未登場であり7巻巻末のHiP66.5「レース前夜、一番の不安」にて名前のみ出ている。
小刀 沙弥（こがたな さや）
声 - 北川里奈
瀬戸内競女養成学校11期生・実力第6位。京都府出身のカウンタータイプ。原作での初登場は、HiP64「キッカケ!!!!」。血液型はA型。のぞみとは同学年。ショートカットに母の形見である白いハチマチをしており古風な喋り方をし、和服を私服としている。実家が剣術道場であったことから居合術を得意とし、間合いに入った者全てを胸で切り伏せることができる。趣味は居合の他に刀の手入れと時代劇鑑賞。得意技は母親と共に編み出した乳抜刀。
東西戦では、第3レースに出場。横杉妙と対戦し、彼女の巨尻を打ち返して室町光達に当てて河合花火と六堂鈴の窮地を救う。挟撃を恐れ反撃に来た室町のインビジブル・バストを乳抜刀で迎撃して転倒させる。その後人格交代した坂城カヤを危険視しのぞみとの間に割って入り乳抜刀を放つが、真乳白羽取りで受け止められそのまま投げられて転倒、敗退した。
プロ入り後は順調に勝利を重ね、A級へ昇級。ガーデン・ワース入居の下見に来たのぞみとさやかを河合と共に襲い、入居にふさわしいか実力を試した。過度の胸技の使用で、乳力脱力症に見舞われ、尻技使用の選択を迫られたが、最終的に尻技を受け入れ、斬尻剣などの技を使用するようになる。
尻卒祭では、1次予選を突破し、2次予選で小杉莉央と同じ4組に出場。同じく胸技を得意とする小杉ら相手に、乳抜刀を初めとする胸技だけで勝利、決勝戦出場7名のうちの一人に名を連ねた。
吉田 敦子（よしだ あつこ）
声 - 藤原夏海
瀬戸内競女養成学校11期生・実力第7位。京都府出身のインファイター。原作での初登場は、HiP21「トップ10!!!!」。初登場時点で21歳。カチューシャでオールバックのように前髪をあげているのとまれに「南無！」というのが特徴。寺の住職の家の出身で瀬戸内校に入る前は家の手伝いをしていた。彼女の武器は恐ろしく鍛えられている筋肉がついたその尻で、筋肉に力をこめた金剛尻は恐ろしく硬いためその硬さは矛にも盾にもなりうる。
クラス替えレースで豊口のんと対戦し、金剛尻で一気に場外へ落とそうとするも、豊口の天性のカウンター尻の前にあえなく落水。その後も豊口とは因縁めいた関係が続き、京都合宿最終日の模擬レースで再戦するもまたもやカウンターを喰らい落水、敗退した。
東西戦では、第2レースに出場。黒霧綾瀬の精霊尻に押し負けるも青葉風音との連携でランドを傾かせ駿河競女養成学校メンバーの半分を落水させるも直後に鳳凰院早苗の尻攻撃により落水、敗退した。
プロ入り後は順調に勝利を重ね、A級へ昇級。
尻卒祭では、1次予選でのぞみと同じ31組に出場。進化した金剛尻・喝等の新技を見せ奮戦。残り3人にまで残るも、尻影部隊の伊藤ミサと相討ちになり落水、敗退した。
村田 マリ（むらた まり）
声 - 佐藤聡美
瀬戸内競女養成学校11期生・実力第8位。原作での初登場は、HiP66「荒れ模様!!!!」。鏡に映したように相手の攻撃と同じ動きをして迎撃する反響尻の使い手。
東西戦では、第1レースに出場。花山咲のゴッド・ヒップ・インパクトの分析をしていた隙を冬空叶星につかれ足を胸で拘束され冬空星天の流星残輝尻を喰らい、レース開始僅か30秒で落水、敗退した。作中で彼女自身が反響尻を使ったシーンはないが、尻の財宝で技をコピーした青葉風音が東西戦第2レースや船橋競女場の湾岸カップ決勝戦で使用している。
東西戦に出場したエリートクラスの中では唯一プロになってからの描写が無く、尻卒祭にも未参戦である。
月下 うさぎ（つきした うさぎ）
声 - 田中美海
キャッチフレーズ：羽兎
瀬戸内競女養成学校11期生・実力第9位。奈良県出身のアウトファイター。原作での初登場は、HiP61「カブと共に!!!!」。初登場時点で21歳。小柄な体格を活かしたトリッキーな戦法を得意とする。得意技は回転敵兎尻打（スピニング ラビット ヒップ）。瞳にハートが浮かんでいるのが特長的。普段はフード、またはウサ耳フード付きのパーカーを多く着用している。競女ファンの親から競女選手にならないなら実家の喫茶店を継ぐよう迫られ仕方なく瀬戸内校の入学試験に応募したところ合格。瀬戸内校の入学試験では模擬レースで日下生美桜と対戦し惨敗したが、結果、日下生の熱狂的なファンになり、彼女を神とまで崇めるほど。本人曰くアテナでありオアシス。ヒマを見つけてはストーキング行為に及んでいる。そのため日下生に気に入られているのぞみを快く思っていない節があり、京都合宿最終日の模擬レースでのぞみを対戦相手に指名した。レース序盤からウサギのようにランドを跳び回りのぞみを撹乱するも、のぞみが繰り出した瞬尻にペースを乱される。一時は身体的長所である軽量ボディーを駆使したスピードで優勢を保ったかに見えたが、のぞみの緻密に組み立てられた戦略に気付くことができずに、重力落下尻を受けて転倒、敗退した。レース後は少なからずのぞみを認め、また意識するようになる。
東西戦では、第2レースに出場。糸枝舞の尻舞に苦戦するも青葉風音が指定した作戦ポイントに誘導、多く揺れたランドにより糸枝を落水させる。さらに吉田敦子を落とした鳳凰院早苗をインファイターと考えスピードで撹乱しようとするも、彼女が月下以上のスピード見せて跳ね飛ばされるが豊口のんにより救われる。その後は青葉の指示で豊口と二人がかりで黒霧綾瀬の精霊尻が解けるまでの時間を稼ぐ。しかし時間稼ぎのために足が限界にきており鳳凰院の一撃で落水、敗退した。
プロ入り後は順調に勝利を重ね、A級へ昇級。
尻卒祭では、1次予選を突破し、2次予選で日下生と同じ2組に出場。五尻の一人・星出ヒカルを倒した日下生に見とれ、思わず自ら転倒、敗退した。
由井（ゆい）
瀬戸内競女養成学校11期生・実力第10位。作中未登場であり7巻巻末のHiP66.5「レース前夜、一番の不安」にて名前のみ出ている。

##### 一般生徒
大島 優子（おおしま ゆうこ）
声 - 嘉山未紗
兵庫県出身。22歳。タコが苦手だが、実家は魚屋。元女子バレーの選手であり、「播磨灘の壁」と呼ばれていた。身長が高く筋肉質で体格も良い。ジャンプ力も高い。趣味は筋トレとサボテン。瀬戸内競女養成学校の入学試験の2次試験よりのぞみ達と行動を共にしている。エリートクラス候補の第10位に名を連ねるほどの実力であったが、2次試験の最終試験・模擬レースで河合花火と当たり、敗退したため評価が伸びず、入学試験にこそ合格したが一般クラスの生徒として入学。
クラス替えレースで豊口のん達3人と闘うも、吉田敦子の金剛尻によってあえなく落水させられる。その後に豊口が勝ち残ったのをマグレと言う。
卒業後はC級プロとしてのぞみと同じ兵庫支部に所属することになる。
小西 春美（こにし はるみ）
声 - 泊明日菜
クラス替えレース第1レースに出場した生徒。さやかと話している隙をついて根本くるると共に六堂鈴に攻撃をしかけるも一瞬で5発の尻を喰らい弾き飛ばされ、エリートクラスの実力に驚く。体制を立て直そうとするもシーソーランドが大きく揺れたためバランスを崩し落水した。
根本 くるる（ねもと くるる）
声 - 続木友子
クラス替えレース第1レースに出場した生徒。小西春美と共に六堂鈴に吹き飛ばされ、傾いたシーソーでバランスを崩し落水した。
木村 静（きむら しずか）
声 - 中田沙奈枝
307号室の一般生徒でスピードスターと呼ばているアウトファイター。クラス替えレース第2レースに出場し、噴水のランドの滑りやすさをものともせず、開始から藤崎琴音に襲い掛かるもケルベロスで迎撃され距離を取ろうとするも、追ってくる尻から逃げきれず落水した。
美川 玲（みかわ れい）
声 - 橋本ちなみ
クラス替えレース第2レースに出場した生徒。木村静があっさり落とされたことに警戒し、のぞみにタッグを持ちかけるがなかなか同意を得られず藤崎琴音がのぞみを攻撃する隙をついて不意打ちを繰り返すがケルベロスに全て迎撃される。バイブリングヒップに苛立ち正面を向いた琴音の危険性を説いてようやくのぞみの協力を取り付けて挟撃するも、琴音の胸と尻のコンビネションに防がれ反撃で転倒、敗退した。
五津井 奈々（ごつい なな）
声 - 吉田麻実
クラス替えレース第3レースに出場した生徒。大島優子に負けないぐらい大柄なパワーファイター。吉田敦子に正面から挑むも金剛尻に弾き飛ばされ、その後豊口のんが吉田を落としたのを見て警戒するも最終的にレースは豊口の勝利となった。
島田 哀（しまだ あい）
声 - 松田利冴
クラス替えレース第4レースに出場した生徒。青葉風音の誘いにのり連携で日下生美桜を追い詰めようとするが、乳催眠にて動きを封じられ落水する。青葉の知り尽くす右手で尻を触られていたことを知った際は訴えるかどうか考えたとのこと。
堀内 桃（ほりうち もも）
声 - 野口瑠璃子
クラス替えレース第4レースに出場した生徒。青葉風音の誘いにのり連携で日下生美桜を追い詰めようとするが、乳催眠にて動きを封じられ落水する。青葉に尻を触られたことについては長所を生かした指示を出しもらって日下生に勝てるならそれでよいと考えていた。

##### 教員
氏部 凪（うじべ なぎさ）
声 - 安藤麻吹
キャッチフレーズ：セイレーン
初代賞金女王にもなったほどの実力を持つ元競女選手。原作での初登場は、HiP10「セイレーン!!!!」。競女界のパワーバランスが東優勢に固定された現状に危機感を抱き、2004年より教員に就任。容姿もさることながら戦い方もキャッチフレーズの通り、人魚のように美しかったが、今では面影のまるで無い頭身の低い肥満体型になってしまっている。しかし、タイプ診断を兼ねた模擬レースではランドの上で309号室の生徒4人を相手に余裕を見せ、偶然ではあるがのぞみが繰り出した真空烈尻にすぐ気づき、体が水平になるまで跳び上がって衝撃波をかわすなど実力は健在。UTM（氏部特製水着）やガバヘロ水着といったトレーニング用の強化水着を作るなど水着職人としても高い技量を持っている。現役時代は真空烈尻の使い手で、坂城綾子とは名前で呼び合う仲であった。また、南野は後輩であり、現役時代はスールの関係だった。
古川 翼（ふるかわ つばさ）
元A級選手。原作での初登場は、HiP12「大人の対応力!!!!」。顔の左半分を髪で隠し、口元をパーカーで隠しているのが特徴的な女性。裏面接官としてのぞみやさやか達が別れていたDグループに紛れていた。
小早川 未来（こばやかわ みく）
声 - 日笠陽子
キャッチフレーズ：ナニワの豪尻乙女
元S級選手。原作での初登場は、HiP11「連帯責任!!!!」。初登場時点で33歳。「がっかりボンバーだわ」や「困ったボンバーです」など時々言葉の後ろにボンバーがついている。得意技のデンプ尻ロールで多くの競女選手の腰を打ち砕いた実績を持つ。青葉風音に自身の必殺技である乳ダンクを伝授した。引退してなお、その実力は衰えていない様子であり、授業中よそ見をしていたのぞみの額目掛けて尻でチョークを打ち出すほど。
北斗 瞳（ほくと ひとみ）
声 - 木村亜希子
元A級選手。原作での初登場は、HiP11「連帯責任!!!!」。初登場時点で34歳。つり目が特徴的な女性。生徒相手の模擬レースではブランクを感じさせない身のこなしを披露した。駿河競女養成学校の坂城綾子に卑下にされ、小早川未来共々悔しさにうちひしがれるも、自分達の怒りを代弁してくれた生徒達には感謝を示した。現役時代は、加戸涼秀とスールの関係だった。

##### 瀬戸内競女養成学校の入学試験を受けたが、入学には至らなかった人物
松本 めい（まつもと めい）
競女浪人。原作での初登場は、HiP4「1次試験会場へ」。初登場時点で20歳。入学試験はのぞみとさやかが参加した年で3回目でありラストチャンスだった。入学試験の1次試験・尻8の字でのぞみとさやかと同じ組になり、のぞみを風除けにするという頭脳プレイを発揮したが、風が止んだのと8の字の基準ラインに慣れたのぞみに次第に焦り、回数を重ねられずにのぞみに記録を抜かれた。結局2次試験に進めず、競女選手への道は絶たれた。
仲 さゆり（なか さゆり）
兵庫県出身。原作での初登場は、HiP5「取材がきた!!!!」。初登場時点で25歳。かなりの巨乳で一児の母である。子どもの名前は精飛愛（せぴあ）。元レディースの頭であり親にも勘当された身であったが、子どもを身籠った際に生きることの意味を悟り改心する。普段は年長者らしい柔らかで落ち着いた態度だが、温厚になった現在も怒るとヤンキー気質が表に出ることがあり、入浴中のトラブルの際などには橋本美歩やのぞみを震え上がらせた。レディース時代に出会った夫を事故で亡くしており、女手一つで子どもを育てるために競女選手を目指す。自らの豊満な胸の構造を熟知した見所のある選手であったが、合格発表前にスタッフに一目惚れされ、再婚し瀬戸内競女養成学校の入学を辞退した。
橋本 美歩（はしもと みほ）
声 - 飯田友子
広島県出身。原作での初登場は、HiP9「マンモス宮田!!!!」。初登場時点で22歳。裕福な家庭の6人姉弟の長女で、丁寧なお嬢様口調で話すことが多い。ホラーが苦手。前髪を胸のあたりまで伸ばした巻き髪ロングヘアをしており、後述のトラブルの翌日にはのぞみからワカメみたいな髪と称された。元レスリング選手であり全国優勝を果たすほどの実力者。常に強気な態度を取っているが、実際は非常に気が小さくてメンタルが弱く、大島優子からもその点を言及されている。受験中も何かと失格を恐れる描写が多く、また、入浴中に起きたトラブルへの対処の際にはライバルを蹴落とすような手段を良しとしないのぞみ達と対立する。2次試験の最終試験である模擬レースでは、闇雲幸子に唆されて彼女の企みに加担した。
闇雲 幸子（やみくも さちこ）
声 - 諏訪彩花
京都府出身。原作での初登場は、HiP13「TVのイメージ!!!!」。初登場時点で17歳。癖のある群青色のロングヘアのツーサイドアップと逆十字のヘアアクセサリーが特徴。名前が似ている点と、彼女自身が放つ不気味な雰囲気から貞子と呼ばれることも。元柔道選手で、さやかが五輪代表選考試合において無気力試合でわざと負けた相手の林田の後輩。五輪にありがちな周囲やマスコミからの無責任な非難によって林田が心を壊した件でさやかを恨んでおり、入学試験ではさやかのみならず、彼女と一緒にいるのぞみ、仲さゆり、大島優子の3人も巻き込み悪い噂を流して仲間を集め、彼女達への妨害を企てた。2次試験の最終試験・模擬レースの1レース目、林田が心を壊したことをさやかに話し彼女が戦意を喪失したところを落水させるが、直後に突撃してきたのぞみに道連れの形で落水させられた。模擬レースの2レース目では立ち直ったさやかと激戦を繰り広げるも今度は逆に落水させられ敗退。さやかから林田が彼女の競女界入りを後押ししたことを聞き、自分の行為が林田の意に反した逆恨みでしかなかったと理解して泣き崩れた。後日さやかと共に林田のお見舞いに行き、帰り道でさやかに今までの嫌がらせを謝罪し、不合格になった自分の分まで頑張ってほしいと激励した。この時は目のクマや不気味な雰囲気は無くなっておりさやかからも黙ってればかわいいと褒められている。

### 駿河競女養成学校
駿河に位置する東の競女養成学校。瀬戸内競女養成学校との過去10年における東西戦では全勝を誇っている。その実力や実績から、やたらと瀬戸内校を下に見る傾向がある。
坂城 真夜（さかしろ まや）
声 - 川澄綾子
駿河競女養成学校・実力第2位。カウンタータイプ。原作での初登場は、HiP65「東西戦!!!!」。初登場時点で20歳。額上で結ったリボンが特徴的な女性。凜としたクールな印象とは裏腹に、熟語を間違えるなど可愛いげのある部分もある。華奢な細身の身体に関わらず、ゼロ距離でのぞみを吹き飛ばすほどの威力をもった一撃を放つ。その際、のぞみが放った瞬尻が右肩を掠めたことに呆気をとられ、のぞみのことを意識するようになった。尻で木製のベッドを破壊するほどの力の持ち主で、坂城綾子にその力を買われ競女界にスカウトされ、彼女の養子となる。必殺技は、気功により繰り出す尻発頸、乳発頸。
東西戦では、第3レースに出場。のぞみとの戦いの中、もう一人の人格である坂城カヤが表面に出たが彼女がのぞみに圧倒されると再び表に出てカヤと交代した。最後の激突でのぞみの真空烈尻を新技・盾胸と矛胸（ヘル アンド ヘヴン）で受け流すもその回転エネルギーをまとった乳首によるデコピンを受け落水、敗退した。
尻卒祭では、1次予選を突破し、2次予選でのぞみと同じ5組に出場。五尻の一人・剣ふゆゆに対してカヤを含めてのぞみと連携をとる。ついには真夜とカヤ、2つの人格が同時に発現し、剣に”W”尻発頸を放つが、剣が最大出力で放った雷尻・タケミカヅチにより逆に弾き出され落水、敗退した。
坂城 カヤ（さかしろ かや）
駿河競女養成学校・実力第1位。原作での初登場は、HiP83「久しぶり!!!!」。坂城真夜の別人格。一人称は「オレ」。真夜が辛い現実から自らを守るために生み出した人格であり彼女の危機に反応して表に現れる。「カヤ」の名前は真夜が名づけ、「カゲの真夜」からきている。虐待を受け続けてきたため痛みへの耐性が非常に高く本人が動けなかった真夜の体であっても問題なくレース可能で、河合花火の急所攻撃すら意に介さない。
東西戦第3レース中、追い詰められた真夜に代わって登場。勝手に出てきたことを注意した横杉妙を落水させると、小刀沙弥の乳抜刀を真乳白刃取りで受け止めて転倒させ、のぞみ、河合、六堂鈴の3人を相手に圧倒する。しかし河合の乳秘孔で100％の力を発揮したのぞみにフェイントも混ぜない高飛車な攻撃と欠点を見抜かれ次々と反撃を許す。なおも戦おうとするが自分の意思で決着を付けたいという真夜の気持ちを尊重して彼女に体を譲った。
鳳凰院 早苗（ほうおういん さなえ）
声 - 葉山いくみ
キャッチフレーズ：駿河の黒き獣
駿河競女養成学校・実力第3位。アウトファイター。原作での初登場は、HiP73「一人娘!!!!」。鳳凰院財閥の令嬢。月下うさぎを凌ぐスピードを持ちながら、捻りを加えた攻撃により吉田敦子の金剛尻・改を打ち返す威力を持つ実力者。レース中は高圧的な言動が目立つが、東西戦ではうまく上着のパージが出来ない青葉風音を助けたり、レースに向かう坂城真夜の悩みにアドバイスするなど面倒見のいい面も見せている。
東西戦では、第2レースに出場。初めは他のメンバーに任せて控えていたが青葉の作戦で糸枝舞と火口京が落水したのを見て本格的に参戦する。一撃で吉田を落水させ、一度は瀬戸内競女養成学校に傾いた形勢を一気に逆転させる。その後青葉と一騎打ちになるが、捻り攻撃が射程が短くカウンターに弱いことを見抜かれ、尻の財宝から繰り出される多彩な技に苦戦するも胸の捻り技であるパイ・パイル・パイパーで再び優位に立つも豊口のんの介入で青葉を仕留めそこなう。黒霧綾瀬との戦いで体力を消耗した月下を落水させ、さらに豊口もフェイントからの攻撃で吹き飛ばすが、彼女が落水直前に足をかけてランドを揺らしたことでパイ・パイル・パイパーの片側のロックが外れてしまう。そこに飛び込んだ青葉の乳ダンクを左胸のパイ・パイル・パイパーで迎撃し互いに吹き飛ばされる。ドローかと思われたが、パイ・パイル・パイパーによって水面を下げることで青葉より着水を遅らせ勝利。結果として瀬戸内校のメンバー4人を全員落水させた。
尻卒祭では、1次予選を突破し、2次予選でのぞみと同じ5組に出場。五尻の一人・竜胆ミサキに対し、豊口の攻撃をアシストしたが、ついに発動した豊口の残光宝影尻の反動により転倒、敗退した。
室町 光（むろまち ひかり）
声 - 浅倉杏美
キャッチフレーズ：マジシャンズ・バスト
駿河競女養成学校・実力第4位。アウトファイター。原作での初登場は、HiP78「東西戦最終R!!!!」。顔の上半分を覆うマスクを常に着用いている。自称駿河校最高の胸技使いであり自らの技をイリュージョンと称する。驚くほど繊細に動く大胸筋の持ち主であり、それを利用して相手に太陽光を反射させるパイ・ザ・フラッシュを得意技とする。尻に大量のトランプを仕込んでおり失神した際は次々とトランプが飛び出している。マジックに関してはすべて駿河校のカリキュラムで覚えたものであり実は日が浅い。
東西戦では、第3レースに出場。単身飛び込んできたのぞみを坂城真夜と挟撃しようとするが河合花火に阻まれる。その後六堂鈴と森本緑がそれぞれ援護に入り2対2での戦いとなる。パイ・ザ・フラッシュを生かした森本との連携で優位に進めていたが河合にその原理を見抜かれる。そしてブラジャーで太陽を隠している間に攻撃するという六堂の捨て身の策により胸に塗ったオイルを弾かれて技を封じられるが、本気を出すと宣言し森本の水着に足をつっこんだ合体技二人一水着（ヒップップ・トレイン）を披露。六堂を一撃で身動き取れなくしてとどめをさそうとするが河合に阻まれる。河合ごと場外に押し出そうとしたところを今度は小刀沙弥の妨害に遭い挟撃を恐れて一度森本と分離、乳が見えなくなるほど高速で揺らしたインビジブル・バストで攻撃を仕掛けるが、小刀の乳抜刀のカウンターをまともに受けて転倒、失神する。レース後の懇親会では瀬戸内競女養成学校の練習法に興味を持ち六堂達に問い合わせている。
尻卒祭では、1次予選で森本と共に五尻の一人・剣ふゆゆと同じ組に出場。剣の一尻であっけなく転倒、敗退した。
黒霧 綾瀬（くろぎり あやせ）
声 - 種﨑敦美
駿河競女養成学校・実力第5位。インファイター。原作での初登場は、HiP66「荒れ模様!!!!」。精霊はいる、守られていると思い込むことで自分の尻に自己暗示をかける精霊尻を得意とする。普段は柔らかい尻をしているが、暗示中は吉田敦子の金剛尻に負けないぐらいにムキムキな状態となる。そこから繰り出される威力は豊口のんの軟尻でも吸収出来ないほどである。
東西戦では、第2レースに出場。吉田の金剛尻・改と真っ向から激突して打ち勝ち優勢に進めるも、吉田に作戦ポイントに移動されランドを跳ね上げられる。足場を崩されたが何とか落水は免れる。さらにパワーを上げて瀬戸内競女養成学校を追い詰めるが、精霊尻の発動時間に限界がある弱点を青葉風音に見抜かれ、月下うさぎと豊口の足止めを食らう。精霊尻の効果時間が切れ、生まれたての柔尻に戻ったところを青葉と豊口の尻攻撃により落水、敗退した。
尻卒祭では、1次予選で七瀬奈美と共に五尻の一人・竜胆ミサキと同じ組に出場。竜胆により落水させられ、敗退した。
七瀬 奈美（ななせ なみ）
声 - 井口裕香
キャッチフレーズ：尻喰いの七瀬
駿河競女養成学校・実力第6位。カウンタータイプ。原作での初登場は、HiP65「東西戦!!!!」。歌って踊れる競女アイドルを目指し、幼い頃から競女選手になるための訓練を自主的に行なっている。必殺技は高貴な食事作法（メルシー・セテ・トレボン）。
東西戦では、第1レースに出場し、日下生美桜やさやかを他のスポーツから逃げてきたと嘲り自らの夢の糧にすると宣言した。共感覚と呼ばれる、触覚を色で捉える特殊な体質を持っており、的確に相手の弱点を見抜き攻撃する。そのため下半身が敏感な藤崎琴音の天敵となった。琴音を圧倒してぼろぼろにし転倒させるが、それに激怒したさやかのK-acceleration フルパージに翻弄されるも発動時間が切れるまで持ち堪えるが、最後は乳首一本背負いで投げ飛ばされ転倒、敗退した。
尻卒祭では、1次予選で黒霧綾瀬と共に五尻の一人・竜胆ミサキと同じ組に出場。竜胆により落水させられ、敗退した。
森本 緑（もりもと みどり）
声 - 木村珠莉
駿河競女養成学校・実力第7位。インファイター。原作での初登場は、HiP78「東西戦最終R!!!!」。室町光との連携を得意とし、尻にストレスを与えられるほど固くなる体質であり、手数で押すアウトファイターの天敵。
東西戦では、第3レースに出場。室町のパイ・ザ・フラッシュを中心にした連携で河合花火と六堂鈴を相手に有利に戦うが、六堂の奇策でパイ・ザ・フラッシュが破られたため、室町との合体技二人一水着（ヒップップ・トレイン）を発動。後一歩で二人を落とせるとこまで追い詰めるも分離した室町が小刀沙弥に敗退したことに気を取られた隙をつかれ河合と六堂の合体技弐尻ブリッジを喰らい落水、敗退した。レース後の懇親会では寝相がかなり悪いことを暴露されている。
尻卒祭では、1次予選で室町と共に五尻の一人・剣ふゆゆと同じ組に出場。剣の一尻であっけなく転倒、敗退した。
糸枝 舞（いとえだ まい）
声 - 優木かな
駿河競女養成学校・実力第8位。アウトファイター。原作での初登場は、HiP73「一人娘!!!!」。リズムに乗った尻舞による攻撃を得意とする。必殺技は防御の尻舞い（ガード・ワルツ）、連撃の尻舞い（バトル・ワルツ）。タケシという恋人がいる。
東西戦では、第2レースに出場。月下うさぎを相手に「あなた以上のアウトファイターだ」と宣言した上で圧倒するも、青葉風音の作戦に誘導され、足場を崩され落水、敗退した。
火口 京（ひぐち けい）
声 - 矢作紗友里
駿河競女養成学校・実力第9位。カウンタータイプ。原作での初登場は、HiP73「一人娘!!!!」。尻の皮が常人より分厚い体質であり炎に触れても熱さを感じない尻を持つ。それを生かして摩擦により相手の尻に火をつける、熱尻の使い手。
東西戦では、第2レースに出場。豊口のんの軟尻に対して力押しを行わず摩擦で火をつけることで優勢に進めるが、青葉風音の作戦に誘導され、足場を崩され落水、敗退した。
冬空 星天（ふゆぞら あかり）
声 - 鈴木絵理
駿河競女養成学校・実力第10位。原作での初登場は、HiP66「荒れ模様!!!!」。冬空叶星とは双子の姉妹。叶星よりも快活とした性格。
東西戦では、第1レースに出場。流星残輝尻で村田マリを落水させるも、日下生美桜の快楽を武器にした尻技に圧倒され落水、敗退した。
冬空 叶星（ふゆぞら かほ）
声 - 田中真奈美
駿河競女養成学校・実力第11位。原作での初登場は、HiP66「荒れ模様!!!!」。冬空星天とは双子の姉妹。星天よりも落ち着いた性格。
東西戦では、第1レースに出場。ランドであるジャングル・ジムの特性を生かし足元から村田マリを強襲して胸で足を挟み、その隙に星天が落とす連携を見せたが、星天と共に日下生美桜に圧倒され落水、敗退した。
花山 咲（はなやま さき）
声 - 村中知
キャッチフレーズ：オーガ花山
駿河競女養成学校・実力第12位。インファイター。原作での初登場は、HiP66「荒れ模様!!!!」。大柄なその姿は巨大岩と形容されている。
東西戦では、第1レースに出場。必殺技・ゴッド・ヒップ・インパクトでランドであるジャングル・ジムのパイプを大きく揺らすことで突撃してきたさやかを落とそうとするが、藤崎琴音のレスキューヒップで失敗に終わる。七瀬奈美を庇い琴音のケルベロスを正面から受け止め抑え込むが、フェイントで他の相手を撒いた日下生美桜とさやかの追撃を喰らい抑えきれず落水、敗退した。
横杉 妙（よこすぎ たえ）
声 - 飯田友子
キャッチフレーズ：尻壁ファイター
駿河競女養成学校・実力第13位。インファイター。原作での初登場は、HiP78「東西戦最終R!!!!」。駿河校の生徒の中で最も体が大きく、横に広い巨尻を持つ。
東西戦では、第3レースに出場。のぞみと坂城真夜の戦いに乱入しのぞみに一撃を食らわせようとしたが邪魔にされたくない真夜に受け止められ、弾き飛ばされる。追ってきた小刀沙弥と交戦するも乳抜刀に弾き飛ばされ室町光と森本緑にぶつけられ河合花火と六堂鈴の窮地を救うことに利用される。真夜のもう一つの人格である坂城カヤが表に出た際に、コーチの命を無視して勝手に出るなと注意し、瀬戸内競女養成学校のメンバーにカヤの正体を話したところカヤの怒りに触れ、吹き飛ばれて落水、同士討ちにより敗退した。カヤからは口だけで実力が無いと言われ、彼女曰く真夜も内心は嫌っていたとされている。
坂城 綾子（さかしろ あやこ）
声 - 渕崎ゆり子
駿河競女養成学校・教育総責任者（コーチ）。原作での初登場は、HiP65「東西戦!!!!」。2004年にライバルの氏部凪の後を追って現役を引退し、駿河校の教員となった。
何かと瀬戸内競女養成学校を見下す態度をとるが、それは自らの教育方針と理論に絶対の自信を持っているからである。時代遅れの授業と教育方針を原因に競女界全体の質を下げる瀬戸内校を潰し、駿河校と統合し、より質の高い選手を育成するべきと考えている。それ故に、毎年恒例となっている東西戦を茶番とまで吐き捨てた。しかし、養成学校統合の真の理由は、長い間五尻に対抗し得る選手が現れない現状を打破するためであり、世代交代が行なわれない限り競女界は衰退の一途を辿るだろうと危惧している。孤児であった真夜を養子に迎えているが、ただ単に選手としての素質が優れていたというだけではなく、1人の人間として真夜自身のことを非常に大切に想っている。

### 五尻（ごけつ）
賞金女王を含む日本競女界の頂点に君臨する5人の競女選手。全員東日本にある支部に所属するS級選手である。通算勝率は8割を超え、数年間その地位を他の誰にも明け渡していない。
剣 ふゆゆ（つるぎ ふゆゆ）
キャッチフレーズ：聖尻の女王（ジャッジメント・ヒップ）
カウンタータイプ。原作での初登場は、HiP112「五尻!!!!」。賞金女王。雪月いくみは友人であり先輩。両尻を擦り合わせることによってスタンガンに匹敵するほどの電気を発生させる尻電気の使い手。尻電気を利用した技の中でも、特に雷尻・タケミカヅチは最大の威力を誇る。普段は発電しないよう、力を蓄えるために尻に黄金の聖剣を挿している。賞金女王になりたての頃、あるレースで敗退した際、自分に賭けた客が自殺したことを知らされる。それ以降、自分に憧れる者、力を信じる者、全てを賭ける者たちのために、「皆の夢尻」として勝ち続けることが己に課された責務としている。趣味はご当地グルメ巡りで、各地をお忍びでしばしば旅行しているが、変に露出してマスコミに謂れのない記事を書かれることを恐れている。
尻卒祭では、1次予選を突破し、2次予選でのぞみと同じ5組に出場。激闘の末、のぞみの尻上げで落水、敗退した。
雪月 いくみ（ゆづき いくみ）
キャッチフレーズ：尻風の雪月
インファイター。原作での初登場は、HiP138「いいよね? お母さん!!!!」。剣ふゆゆは友人であり後輩。元祖・真空烈尻の使い手で、のぞみのようにあらかじめ助走や勢いをつけることなく放つことができる。相手にハンデを与えるため、左目を常に閉じている。のぞみが出場する、住之江競女場で開催されたヴィーナスシリーズの決勝戦を変装して剣と共に観戦。レース終了後に正体を現して尻島でののぞみの宣戦布告を受諾した。レース終了後にガーデン・ワースを訪問。さやか・小刀沙弥組、のぞみ・河合花火組と2対1の模擬レースを2レース行ない、いずれのレースも圧倒した。特に2レース目ののぞみ・河合組とのレースでは、真空烈尻をさらに進化させた、必殺技のアルティメット・ノベルティ・コークスクリュー（Ultimate Novelty COrkscrew - U・N・CO）でのぞみを3日間意識不明にした。
ガーデン・ワースでの一件後に引退を表明し、尻卒祭を開催したが、自身は参戦しなかった。
孔雀 ナキ（くじゃく なき）
埼玉支部所属。原作での初登場は、HiP146「五尻集尻!!!!」。日本最速のアウトファイターで驚異の尻速を持つ。邪眼の使い手であり、右の乳首を押し込むことで、周りがスローモーションに見える「ゾーン」に突入するそれは私の乳首が見せし絶景（クラッシュタイム・オブ・ニップ）を発動させることができる。普段はガスマスクや10トンもの下着を着用することで身体能力や精神を極限まで抑え込んでおり、人前に出ると周りの視線に耐え切れず血を吐いてしまう。
尻卒祭では、1次予選を突破し、2次予選でさやかと同じ1組に出場。かつてのライバルだった南野が発案したK-acceleration フンドシモードを応用したさやかの超々尻祭連弾により落水、敗退した。
星出 ヒカル（ほしで ひかる）
茨城支部所属のインファイター。原作での初登場は、HiP146「五尻集尻!!!!」。隕石クラスとされる日本一重い尻を持つ。その威力はランドを破壊するほど。重きに置いた尻質のせいで座席をよく壊してしまうので、普段は宇宙服のような特殊スーツを着用している。
尻卒祭では、1次予選を突破し、2次予選で日下生美桜と同じ2組に出場。日下生の天国直行尻急所で性感帯をカウンターで刺激されて逝ってしまい、敗退した（敗退の種別は不明）。
竜胆 ミサキ（りんどう みさき）
キャッチフレーズ：豪尻の竜胆
インファイター。原作での初登場は、HiP146「五尻集尻!!!!」。五尻で一番の巨体を誇る。山奥での長期間の修業により、尻で光合成を行なうことができるようになった。光合成を行なうと尻に鬼の貌が浮かび、鬼尻と呼ばれる強力な尻攻撃を放てるようになる。尻肉爆ぜるぶつかり合いを求めており、相手の攻撃を決して避けないことをポリシーとしている。後輩思いであり、自身がリーダーとなっている尻影部隊のメンバーを気にかけている。普段はプー太という名の巨大な熊を連れている。
尻卒祭では、1次予選を突破し、2次予選でのぞみと同じ5組に出場。豊口のんの残光宝影尻により過去の自分の尻に屈して落水、敗退した。

### その他の現役競女選手
黒岩 静子（くろいわ しずこ）
キャッチフレーズ：明石の岩山
C級選手でカウンタータイプ。原作での初登場は、HiP1「私の進路」。のぞみとさやかが参加した西宮競女場の体験レースでスタッフをしていた。彼女達の才能を見出し、瀬戸内競女養成学校の入学願書を手渡した。自家用車としてロータスのエリーゼRを500万円（税金除く）で購入している。
白雪 京子（しらゆき きょうこ）
声 - 浅野真澄
キャッチフレーズ：京都のミサイルレディー
京都支部所属のA級選手でインファイター。原作での初登場は、HiP57「京都のオバさん!!!!」。尻ミサイルと称される突進技を得意とする。瀬戸内競女養成学校の5期生で、当時は校内第2位の実力を誇っていた。髪の毛先を灰色に染めている。何事にもきっちりとしていなければ気が済まない性格。瀬戸内校の京都合宿にてインファイターの生徒の指導を担当した。個人指導としてのぞみと模擬レースを行ない、のぞみの技を悉く避けてみせたうえ、真空烈尻さえも封殺し圧勝するほどの実力をもつ。現役時代の桐枝早苗とはスールの関係だった。プロ入りした河合花火とスールの関係になるが、彼女がA級へ昇級したのを機に、自身の昇級に専念するため武者修行に出た。尻卒祭に招待されたが参戦しなかった。
桜木 澄玲（さくらぎ すみれ）
キャッチフレーズ：氷のお嬢様
兵庫支部所属のインファイター。原作での初登場は、HiP90「卒業!!!!」。初登場時点で26歳。瀬戸内競女養成学校の6期生。尻で相手の関節を極める尻関節（ロック・ヒップ・ヘヴン）でかつてはS級にまで上り詰めたが、スールの関係だった先輩の市川梨子を練習過多で引退に追い込んでしまったことが原因で、競女選手に対して尻関節が使えなくなったことから成績が低迷。のぞみとさやかと初めて出会う頃にはB級にまで落ち込んでいた。しかし、のぞみとさやかとの特訓により、新技・尻柔術を開発、神戸開港特別で銀夜萌子相手に初披露し、見事に優勝して復活ののろしを上げた。その後、のぞみとさやかと同じ時期にA級へ再昇級を果たす。のぞみとさやかとはもはやスール同然といえるほど一緒に行動していたにも関わらず、A級へ昇級しても正式には彼女達とスールの関係にはなっていなかったが、東雲愛の説得により改めて彼女達と一緒にいたいという気持ちを実感し、彼女達に告白。正式にスールの関係になった。
尻卒祭では、1次予選を突破し、2次予選で東雲と同じ3組に出場。東雲と共に銀夜と対峙するが、銀夜の超震尻波でオーバー・エロになり、敗退した。
東雲 愛（しののめ あい）
兵庫支部所属。原作での初登場は、HiP90「卒業!!!!」。のぞみとさやかがプロ入り後に最初に仲良くなった競女選手。「東雲」は源氏名で、本名は藤崎愛。藤崎琴音は妹。藤崎しげ夫は父。藤崎玲子は母。琴音が尻にケルベロスを宿しているのに対し、東雲は尻白虎（ホワイト・ファング）を宿している。かつては本名でS級選手だったが、実家とのトラブルで名前と所属を変え、C級からの再出発を余儀なくされた。のぞみとさやかと初めて出会うまでにはB級へ昇級、彼女達と一緒に行動するようになる。その後、究極の尻鎧を不正にバラまいているという謂れのない噂を立てられ、真相を究明するべく実家の尻島を訪問。母である玲子に詰め寄ったが、「東西のパワーバランスを是正する」という真相を聞き実家と和解、西の再興を願う尻島の人達のエールを受け、究極の尻鎧を受け継いだ。その後、A級へ昇級し、実の妹である琴音とスールの関係になった。
尻卒祭では、1次予選を突破し、2次予選で琴音と同じ3組に出場。最終的に東雲、琴音、銀夜萌子の3人に絞られたが、琴音との合体技・天竜双尻牙を銀夜に放ち、3人同時に落水。スローカメラによる審議の結果、わずかな差で敗退した。
赤松 水華（あかまつ すいか）
兵庫支部所属のB級選手でアウトファイター。原作での初登場は、HiP92「プロ初戦!!!!」。初登場時点で25歳。瀬戸内競女養成学校の7期生。のぞみのプロデビュー戦で対戦し、スキを突いてレース開始僅か40秒で彼女を落水させた。その後は彼女と一緒に行動するようになる。自分に個性がないことに悩んでいる。ギャンブル好きで、父は競女技師。
武藤 刃（むとう じん）
キャッチフレーズ：尻刃（ジャックナイフ）の武藤
千葉県出身のB級選手でアウトファイター。原作での初登場は、HiP98「武藤刃!!!!」。「問答無用!相手が泣き叫ぼうと尻刻む!!血も涙もない尻界の悪女!!」という設定で売り出しているヒール系選手。A級に在籍経験があるほどの実力を持っている。のぞみとのレースでは千刀包囲尻（サウザンド・バリアー・ヒップ）などのスピード技で彼女を襲ったが、真空烈尻をまともに喰らい落水、のぞみのプロ初勝利を献上した。ヒール系だが、入場を呼びかけるスタッフに対して低姿勢で挨拶するほど素は真面目な性格。銀夜萌子とはスールの関係であり、彼女がトラブルを起こすたび代わりに謝ってまわっている。趣味はお菓子作りと愛犬ペッチーの散歩。
銀夜 萌子（ぎんや めいこ）
キャッチフレーズ：吸尻姫
千葉支部所属のA級選手でインファイター。原作での初登場は、HiP100「かんぱ～い!!!!」。1秒間に200回以上尻に細かく力を入れ抜きする微振動の使い手で、一度微振動の尻に触れると離れられないだけでなく、力が抜けてしまう。実力はS級相当だが、生粋の戦闘狂でありトラブルメーカーでもあるため、A級にとどまっている。桜木澄玲の同期で、彼女に特別な想いを抱いており、神戸開港特別を巡っては度々彼女を挑発した。武藤刃とはスールの関係。
尻卒祭では、1次予選を突破し、2次予選で桜木と同じ3組に出場。隠し尻技・超震尻波（スーパー・デスヒップ）を放ち、桜木をオーバー・エロで敗退させたが、東雲愛・藤崎琴音姉妹の合体技・天竜双尻牙の前に落水、敗退した。
柏葉 くくる（かしわば くくる）
キャッチフレーズ：変尻質のくくる
東京支部所属のインファイター。原作での初登場は、HiP110「藤崎玲子!!!!」。尻影部隊のメンバー。尻をゴムのように柔らかくする軟尻と、岩のように固くできる岩尻を持つ。尻島に侵入し、藤崎家による究極の尻鎧ばらまき不正事件の証拠となる会話を盗聴。尻の硬軟を自在に操る吸引放尻（ダイソニック・ヒップ）などでのぞみ達を襲うが、割って入った剣ふゆゆに東のイメージを落としめるとして制裁を受けた。
その後、A級からS級へ昇級。尻卒祭では、1次予選でのぞみと同じ31組に出場。やはり軟尻と岩尻を駆使してのぞみを苦しめるが、二段構成の真空烈尻・弐式をまともに喰らい落水、敗退した。
小杉 莉央（こすぎ りお）
キャッチフレーズ：ドン小杉
船橋支部所属。原作での初登場は、HiP115「船橋!!!!」。Kカップを誇る乳を持ち、リーチの長いパワフルな胸技を駆使する。船橋支部のリーダー的存在で、後輩達からは「姉（ドン）」と慕われている。若き日は船橋競女場を盛り上げるため、五尻を倒すことを目指していたが、銀夜萌子に跡が残るほどの傷を顔につけられたことで心を折られて以降、船橋という弱小支部に甘んじることを受け入れる。しかし、湾岸カップの決勝戦でのぞみと全力を尽くすレースを行なったことで目覚め、再び上を目指すようになる。
その後、B級からA級へ昇級。尻卒祭では、1次予選を突破し、2次予選で小刀沙弥と同じ4組に出場。雀蜂乳公鞭で2人落水させるが、小刀の乳抜刀を喰らい落水、敗退した。
小矢理 薫（おしり かおる）
青森支部所属。原作での初登場は、HiP133「本気の乳抜刀!!!!」。アフリカ大陸で最も偉大な狩猟民・シリマサリ族の末裔。シリマサリ族秘伝の薬草を尻に仕込み、叩くことで尻香を発生させ、相手の動きを封じる。普段はカウンタータイプだが、自分の尻香を吸う自尻吸引（フレグランス）で戦闘モードに入るとレーススタイルがインファイターになる。興奮しすぎると話し言葉の語尾に「シリ」が付く。五尻の一人・剣ふゆゆを尊敬している。
加戸 涼秀（かと すずほ）
広島支部所属のS級選手でアウトファイター。原作での初登場は、HiP143「姉の気持ち!!!!」。作中に登場する西日本にある支部に所属する唯一の現役S級選手。西日本最大の尻コミューン西尻連合（せいけつれんごう）のリーダー。尻を矛や盾のような形に変える攻防一体の技・尻錬成を使いこなす。のぞみとさやかの噂を聞き、彼女達とスールの関係になるべくガーデン・ワースを訪問した。その後も滞在を続け、彼女達を指導したが、結局スールの関係になることを断られた。現役時代の北斗瞳とはスールの関係だった。
尻卒祭では、1次予選を突破し、2次予選で五尻の一人・星出ヒカルと同じ2組に出場。星出のランド崩壊上等の崩壊重乱尻になすすべなく落水、敗退した。
切渡 マミ（きりわたり まみ）
キャッチフレーズ：斬り尻（ヒップ・ザ・リッパー）
東京支部所属のA級選手でアウトファイター。原作での初登場は、HiP146「五尻集尻!!!!」。尻影部隊のメンバー。銀夜萌子と肩を並べるほどのヒール系選手。元は卓球の有力選手だったが、怪我により引退、途方に暮れていたところを五尻の一人・竜胆ミサキに拾われた。夢を追う者の心を折るようないたぶる戦い方を好む。藤崎家をやたらと目の敵にしており、母子もろとも「ゴキブリの子はゴキブリ」「カスの尻からはカスの尻しか生まれん」と罵った。
尻卒祭では、1次予選で藤崎琴音と同じ組である開幕戦に出場。胸で衝撃波を飛ばすソニック・チーチで琴音のケルベロスを封じに出たが、尻とシンクロする技・超尻覚醒により首を持っていかれて転倒、敗退した。

### その他の元競女選手
市川 梨子（いちかわ りこ）
元S級選手。原作での初登場は、HiP95「直談判!!!!」。桜木澄玲の先輩であり、現役時代は彼女とスールの関係だったが、逆に彼女の練習量についていけず、尻に力が入らなくなる尻筋断裂症を発症、車椅子の生活を余儀なくされ、そのまま現役も引退した。引退後は弁当屋を営み、桜木はよく通っている。罪悪感から自分を責め続けている桜木に対して、スールとして何もしてあげられなかったことを悔いていたが、神戸開港特別での桜木の復活には安心し、彼女を心の底から祝福した。
桐枝 早苗（きりえだ さなえ）
尻島にある藤崎家の警備主任かつ藤崎玲子の側近。原作での初登場は、HiP109「尻島!!!!」。左目に眼帯をしている。元京都支部所属のS級選手だったが、怪我により引退。警備の際は、藤崎家特注のガス式強化水着・GX-999（ジーエックス スリーナイン）を着用している。白雪京子の先輩であり、現役時代はスールの関係だった。
藤崎 玲子（ふじさき れいこ）
競女界の名門・藤崎家のトップ。原作での初登場は、HiP110「藤崎玲子!!!!」。競女史上初のS級選手で元賞金女王。藤崎しげ夫の妻。東雲愛は長女。藤崎琴音は二女。現役時代に東の選手の弱さを心配し、夫のしげ夫が開発した特殊な訓練用水着である究極の尻鎧を東の選手達に配ったが、このアイテムによりそれまで西優勢だったパワーバランスが逆転し、以降東優勢が固定されることになる。この事件により競女界に混乱を招いたとして責任をとり選手を引退した。そして、のぞみのプロ初勝利後、パワーバランスを是正するべく、今度は西の選手に究極の尻鎧を配り始めた。親バカであり、娘の東雲とは絶縁状態となっていたものの、彼女と再会した時はとても心配していた。
南野（みなみの）
のちに五尻の一人となる孔雀ナキの元トレーニング仲間。原作での初登場は、HiP159「久しぶり熱く!!!!」。西の兵庫から頻繁にわざわざ会いに来る彼女は、孔雀にとって初めての尻友だったが、不幸にもトラックに轢かれて死去。孔雀との生涯対戦成績は、68レース全敗だった。氏部凪の後輩で、彼女とはスールの関係だった。K-acceleration フンドシモードの発案者であり、彼女が打倒孔雀を目標に掲げてK-acceleration フンドシモードを初めとした技をしたためたアイディアノートは死去後、氏部によって瀬戸内競女養成学校に保管され、さやかに引き継がれていく。

### その他の登場人物
小林 明夫（こばやし あきお）
のぞみの高校時代の恩師の男性。原作での初登場は、HiP1「私の進路」。眼鏡を掛けている。のぞみには「コバ先」と呼ばれている。当初はのぞみに体育大学への進学を薦めたが、競女選手を希望する彼女に競女の危険性を説くため西宮競女場へ連れていった。競女選手になることに反対しているわけでは決してなく、競女場へ連れて行ったのは競女の世界に入るなら危険なことも覚悟して目指すことを伝えるためだったが、のぞみを体験レースに置いていった途端、賭け事に夢中になっていた。
表西 太一（おもてにし たいち）
のぞみの一学年下の幼なじみの男性。原作での初登場は、HiP1「私の進路」。初登場時点で17歳。のぞみのことを「のぞ姉」と呼び、彼女に対して好意を抱いているが思いは届いていない。のぞみが競女選手になることに反対しており、西宮競女場の体験レースで説得させようとするがあえなく失敗する。その後はのぞみの競女選手としての資質を認め応援している。
神無 めぐみ（かみなし めぐみ）
のぞみの妹。原作での初登場は、HiP1「私の進路」。初登場時点で15歳。髪をシニヨンに纏め、眼鏡を掛けている。たけると共に、のぞみの瀬戸内競女養成学校入学に伴い表西家に預けられている。
神無 たける（かみなし たける）
のぞみの弟。原作での初登場は、HiP1「私の進路」。初登場時点で14歳。体型の丸い少年。
神無 のぶ夫（かみなし のぶお）
のぞみの父。原作での初登場は、HiP3「願書提出!!!!」。全国を廻る旅芸人であり、普段は家を空けている。のぞみが出場する東西戦観戦のために清水競女場を訪れた際、偶然にもさやかの母と出くわし、彼女にナンパを試みた（夫の宮田無双が現れたことでナンパは失敗）。
表西 ふみ子（おもてにし ふみこ）
表西太一の母。原作での初登場は、HiP3「願書提出!!!!」。のぞみの競女選手の夢を応援しており、彼女を支えている。氏部凪と同じく肥満体で頭身が低い。
佐々木 潤（ささき じゅん）
声 - 手塚ヒロミチ
競女を扱うメディア・競スポの男性記者で、塩見さとみの先輩。原作での初登場は、HiP4「1次試験会場!!!!」。記者としては典型的な、すでに注目されている人物ばかりを取材するスタイルで、瀬戸内競女養成学校の入学式ではのぞみを単なるマグレ合格者として目もくれなかった。
塩見 さとみ（しおみ さとみ）
声 - 佐藤聡美
競女を扱うメディア・競スポの女性記者で、佐々木潤の後輩。原作での初登場は、HiP4「1次試験会場!!!!」。眼鏡を掛けている。佐々木とは反対に、他のどのメディアよりも早くのぞみの才能に目を付け、いち早く彼女に取材を敢行した。
林田（はやしだ）
さやかが柔道選手時代、五輪日本代表選考試合で無気力試合をした時の相手選手。原作での初登場は、HiP19「賭けに勝った!?」。代表確実と言われていたさやかの代わりに五輪に出場したが、本戦1回戦で敗退したことでマスコミから酷評された末に心を壊した。選考試合の直後は当初こそ意図して手を抜いたさやかに怒りをあらわにしたが、事情を聞いてさやかを激励し、競女選手になる夢を後押ししていた。闇雲幸子は柔道選手時代の後輩。
宮田 無双（みやた むそう）
声 - 斧アツシ
さやかの父。原作での初登場は、HiP67「尻喰い!!!!」。さやかに彼女の幼い頃から柔道の英才教育を施した。厳格な人物であり、彼女が競女選手になることに反対していたが、東西戦で彼女のレースを観戦した際、彼女が柔道選手時代では決して見せなかった笑顔を見て考えを改め、競女選手としての彼女を認めた。
さやかの母
声 - 進藤尚美
宮田無双の妻。原作での初登場は、HiP67「尻喰い!!!!」。夫と一緒にさやかが出場する東西戦のレースを観戦した。原作では名前がなかったため、テレビアニメでは「宮田 やすこ」の名前が与えられた。
藤崎 しげ夫（ふじさき しげお）
藤崎玲子の夫。原作での初登場は、HiP113「宣戦布告!!!!」。東雲愛は長女。藤崎琴音は二女。究極の尻鎧の開発者。競女黎明期を下支えした功労者の一人で、その水着製作の技術力から「水着しげ夫」と呼ばれている。玲子の良き理解者であり、彼もまた西の競女界の危機を憂いていた。
ガーデン・ワースの大家
小刀沙弥の叔父。原作での初登場は、HiP127「時間との戦い!!!!」。本名は不明。昔からの競女ファンで、好きが高じてガーデン・ワースの大家になった。その愛好家ぶりは筋金入りで、選手に入居試験を課し、気に入った選手しか入居を認めない。のぞみとさやかが瀬戸内競女養成学校時代の仲間との対五尻合宿で部屋を開けた際、彼女達が加戸涼秀とスールの関係になってついていったと早とちりし、結果として桜木澄玲が誤解する原因を作った。
渋谷（しぶや）
剣ふゆゆを初めとした五尻に発破をかける謎の女性。原作での初登場は、HiP165「共同生活!!!!」。過去に、レースで敗退した剣に賭けていたファンが自殺したことを彼女に伝え、賞金女王の在り方として「皆の夢尻」となることを説いた。剣に「先輩」と呼ばれているが、競女選手であるか、競女選手であったとしても現役であるかは作中で一切言及されていないため不明。

## 競女のルール
- 1レースあたり基本6名で行なう。ただし例外もあり、雪月いくみの尻卒祭の決勝戦は7名で行なわれた。
- 制限時間は5分（例外もある）。
- 相手を攻撃する際は、尻と胸のみで行なわなければならない。手足など、尻と胸以外の部位を使った攻撃は反則行為であり失格、最下位となる。半年間に2回反則を行なうと出場停止処分となる。チーム戦の第11回東西戦では、1人でも反則行為をするとチーム自体が反則負けとなった。
- 敗退の種別は以下の3種類。

1. 落水 - ランド外の水域に身体が着水すると敗退となる。ただし、水着の部分のみの着水は落水とはならない。尻卒祭2次予選の1組で、さやかがブラジャーをランド外の水に浸し、足を使ってブラジャーを持ち上げて孔雀ナキに向かって水をひっかけたが、落水とは見做されなかった。
2. 転倒 - 足の平以外のあらゆる身体の部位がランドに接触すると敗退となる。立体型のランドで建っている部分にも適用され、足の平以外の部位と接触しただけで転倒と見做される。また、身体がランドの地面に埋まった場合も転倒と見做される。
3. オーバー・エロ - 着用している水着の破損率が80%以上になると敗退となる。80%は目安であり、実際の判定は審判員が行なう。「これ以上の破損はオーバー・エロになる」という段階で、あらかじめ「イエロー・エロ」として警告する場合がある。

- 敗退順に順位が確定し、敗退していない選手が1人になった時点でレース終了。その残った選手が1位となる。敗退していない選手が2人以上の状態で時間切れになった場合は、より多く他の選手を敗退させた選手が上位となる。敗退させた選手が同数の場合は同着となる。
- 胸を介して前腕部で相手選手の身体や水着を挟むことは認められている。坂城カヤの乳万力は代表的な挟み技で、六堂鈴を尻が割れると思わせるほど悶絶させた。
- レース前にあらかじめ身体の表面や水着の中に、液体や粉などを仕込むことも認められている。作中では、室町光は胸にオイル、小矢理薫は尻に薬草を仕込んでいた。
- 特定の選手に対して徒党を組んで敗退させようとすることも戦略の一つとして認められている。船橋競女場では、小杉莉央を頂点とした船橋支部所属の選手達がよそから参戦してきた選手をこぞって潰す行為が行なわれていた。
- 特定の選手の勝利を援護すること（実質的な敗退行為）も認められている。前期西宮ファイナルカップ決勝戦では、A級への昇級がかかっているのぞみの優勝にさやかが援護することが当然のものと周りから思われていた（実際はさやかがのぞみに相対し、積極的に敗退させようとした）。

## 用語
競女
2003年の法改正により正式採用された架空のギャンブル競技。プールに浮かんだ「ランド」と呼ばれるステージをレース場に、選手が手足を使わずに尻や胸を使って相手を落としあい勝負を決める。一見華やかだが、年に数人ほどの死者を出す危険な競技といわれる。競技を行なう選手は競女選手と言い、女性であることから「尻女（しりめ）」という愛称で呼ばれている。作中では日本国内において競馬、競輪、競艇、オートレースに並ぶ人気を持つ。トップ選手ともなればプロのアスリートと比較にならない金銭的な成功を手にすることもできるため、各界の若手アスリートが競女選手になることも珍しくない。
ギャンブルであることや、女性が水着で競い合うといった競技の内容もあって、節操の面などであまり一般からは賞賛されない。
選手のレーススタイルは、インファイター、アウトファイター、カウンタータイプの3つに大別される。三者三様にそれぞれの強みを擁している。一口に同じレーススタイルの選手といっても戦法や技は必ずしも同じようになるとは限らず、選手一人一人の数だけバラエティに富む。また、レーススタイルはそれぞれに相性が存在し、インファイターはアウトファイターに有利、アウトファイターはカウンタータイプに有利、カウンタータイプはインファイターに有利という三すくみの関係となっている。
大型映像装置には競馬の馬場コンディション表示のように「水面」、「風力」、「波高」、「ランドの状態」のコンディション表示がされる。
ランド
競女選手が競技を行うレース場所。その形状は多々あり、レースによって出場人数、制限体重が変わる。
競女技師
ランドの製造や整備、配送やレースの企画（いわゆる番組）を考える重要な裏方。力仕事なので男性が務める。競女の養成学校ではこの競女技師も養成しているため、男子生徒も多く在籍している。
ONLYランド（オンリーランド）
「戦いはランドの上だけ!ランドを降りれば尊い仲間たれ!」という競女選手たるべき精神。レース中どんなにいがみ合っても、レースが終わったらノーサイド、選手同士称えあい、友好に接していかなければならない。生粋のヒール選手である銀夜萌子でさえ、桜木澄玲とのレースに敗退後、「ナイスヒップ!」と彼女を称えた。
東西戦
西の瀬戸内競女養成学校と東の駿河競女養成学校それぞれの競女選手志望の生徒が年に1回対戦する恒例行事。のぞみやさやかが出場した第11回は、4人1組によるチーム戦が3レース行なわれた。エキシビションレースの扱いで、賭けの対象にはならない。
姉妹（スール）
競女選手における師匠と弟子の関係のこと。作中では「姉妹」と書いて「スール」と読む。新人が大ケガをしないように先輩から多くを学ぶための仕組み。「妹」の定員は特に定められておらず、1人の「姉」に対して複数の「妹」が就く場合もある。「姉」は「妹」に対して、「相手選手との実力に差がありすぎる」などの理由で出場するレースを制限することができる。
尻島（しりじま）
広島県安芸津町にある架空の島。大きな山が2つあり、島全体が尻のような形をしているのが特徴。島全体を競女界の名門・藤崎家が所有している。藤崎家は元々水着の製造を行なっていたが、それだけではやっていけなかったため、グッズの販売からイベントまであらゆる競女関連産業に手を出し、今や事実上の企業となしている。島全体もおみやげや記念館などがあり、一大観光地と化している。
ガーデン・ワース
「選手ファースト」を理想に建てられた競女選手専用の住居。選手がレースに集中できるよう専門スタッフが常駐しており、フロントでは24時間郵便物受け取りから交通の手配まできめ細かいサポートが充実している。自宅から通うのに比べ、練習場に向かう手間や不便さが格段に減るメリットがある。敷地内にはプールがあり、模擬レースを行なうことができる。家賃は管理費込みで15万円。
尻卒祭（しりそつさい）
競女界に大きな功績を残した選手の引退記念に行なわれるお祭りレースのこと。氏部凪引退の際には1億円、雪月いくみ引退の際には10億円もの賞金が懸けられた。
尻影部隊（アンダー・ヒップス）
五尻の一人・竜胆ミサキがリーダーとしてスカウトして集めた、東日本にある各支部所属の競女選手達のこと。柏葉くくる、切渡マミなどが所属。メンバーは元々は他競技のアスリートであり、競女を通じて新しい目標と生き甲斐を持ってもらうことが本来の設立の目的。勝利への執念が強いが、正々堂々を謳う竜胆とは異なり、しばしば反則スレスレの行為を行う傾向がある。

## 書誌情報
- 空詠大智 『競女!!!!!!!!』 小学館〈少年サンデーコミックス〉、全18巻
  1. 2013年11月18日発売[小 1]、ISBN 978-4-09-124505-2
  2. 2014年2月18日発売[小 2]、ISBN 978-4-09-124565-6
  3. 2014年5月18日発売[小 3]、ISBN 978-4-09-124645-5
  4. 2014年8月18日発売[小 4]、ISBN 978-4-09-125080-3
  5. 2014年11月18日発売[小 5]、ISBN 978-4-09-125373-6
  6. 2015年2月18日発売[小 6]、ISBN 978-4-09-125598-3
  7. 2015年5月18日発売[小 7]、ISBN 978-4-09-125839-7
  8. 2015年8月18日発売[小 8]、ISBN 978-4-09-126208-0
  9. 2015年11月18日発売[小 9]、ISBN 978-4-09-126487-9
  10. 2016年2月18日発売[小 10]、ISBN 978-4-09-126777-1
  11. 2016年5月18日発売[小 11]、ISBN 978-4-09-127137-2
  12. 2016年9月16日発売[小 12]、ISBN 978-4-09-127337-6
  13. 2016年10月18日発売[小 13]、ISBN 978-4-09-127409-0
  14. 2016年12月16日発売[小 14]、ISBN 978-4-09-127423-6
  15. 2017年3月17日発売[小 15]、ISBN 978-4-09-127506-6
  16. 2017年5月18日発売[小 16]、ISBN 978-4-09-127565-3
  17. 2017年6月16日発売[小 17]、ISBN 978-4-09-127580-6
  18. 2017年7月18日発売[小 18]、ISBN 978-4-09-127725-1

## テレビアニメ
2016年2月10日発売の週刊少年サンデー11号にてテレビアニメ化が発表され、2016年10月から12月までTOKYO MX・BS11ほかにて放送された。原作における概ね養成学校編に相当する範囲が描かれた。関西での地上波放送については、調整したものの実現しなかったそうである。
作者の空詠によると、担当編集者から、いくつかのアニメ会社から競女をアニメ化したいと話がきていると聞き、最初は冗談かと思ったが、「尻アクションなんてなかなか無いから挑戦してみたい！というのがあるのかもね」という担当編集者の言葉に納得し、「そういうことでしたら自由にアニメにしてください。私からアニメに対する要望などは一切ないので！なんなら主人公含め、全部オリジナルキャラでも構いません。思う存分、挑戦して最高の作品を作って下さい」と返事をしたことがアニメ化企画のスタートだったという。

### スタッフ
- 原作 - 空詠大智（小学館「週刊少年サンデー」連載）
- 監督 - 髙橋秀弥
- シリーズ構成 - 加戸誉夫
- キャラクターデザイン - 中野圭哉
- プロップデザイン - 原由知
- 総作画監督 - 常盤健太郎（8話 - 11話）
- 美術デザイン - 米川信悟
- 美術監督 - 坂上裕文、加藤浩
- 色彩設定 - 北林千明
- 撮影監督 - 師岡拓磨
- 編集 - 松村正宏
- 音響監督 - 濱野高年
- 音楽 - 松尾早人
- 音楽プロデューサー - 岡田昭彦
- プロデューサー - 中山信宏、福田順、千野孝敏、岡村武真、臼倉竜太郎、林俊安、藍谷厚史
- アニメーションプロデューサー - 西沢正智
- アニメーション制作 - XEBEC
- 製作 - 日本競女振興会（ワーナー・ブラザース・ホームエンターテイメント、クロックワークス、XEBEC、創通、ランティス、メディコス・エンタテインメント、ラジオ大阪、日本ナレーション演技研究所）

### 主題歌
「DREAM×SCRAMBLE!」
AiRIによるオープニングテーマ。作詞は真崎エリカ、作曲・編曲は本多友紀。
「Fantas/HIP Girlfriends!」
神無のぞみ（Lynn）、宮田さやか（M・A・O）、青葉風音（本渡楓）、豊口のん（大西沙織）によるエンディングテーマ。作詞は藤林聖子、作曲・編曲は渡部チェル。

### 各話リスト
| 話数   | サブタイトル                         | 脚本     | 絵コンテ                | 演出       | 作画監督                                                                  |
| ------ | ------------------------------------ | -------- | ----------------------- | ---------- | ------------------------------------------------------------------------- |
| 第1話  | 瀬戸内競女養成学校!!!!               | 加戸誉夫 | 髙橋秀弥                | 川崎ゆたか | 石原満、高見明男                                                          |
| 第2話  | 団結のヒップトス!!!!                 | 丸川直子 | 吉川博明                | 中重俊祐   | 萩原正人、たなかみほ 高見明男                                             |
| 第3話  | 真空烈尻!!!!                         | 石田健幸 | 長澤剛                  | 長澤剛     | 菊池聡延、高見明男                                                        |
| 第4話  | 最速尻定戦!!!!                       | 石田健幸 | 外山草、加戸誉夫 長澤剛 | 矢出菱伯太 | 武口憲司、大河原晴男 高見明男                                             |
| 第5話  | 自動迎撃（フルオート）ケルベロス!!!! | 丸川直子 | あきとし たかはしひでや | 川崎ゆたか | 一ノ瀬結梨                                                                |
| 第6話  | 魅惑の京都合宿!!!!                   | 加戸誉夫 | 加戸誉夫                | 高橋幸雄   | 石井明治、萩原省智 たかおかきいち                                         |
| 第7話  | カブの導く先!!!!                     | 加戸誉夫 | 加戸誉夫                | 孫承希     | 石原満、高見明男                                                          |
| 第8話  | 波乱必至の東西戦!!!!                 | 丸川直子 | 加戸誉夫                | 東亮祐     | 萩原正人、清水拓磨 高橋慶江、朴昌煥                                       |
| 第9話  | ジャングルジムの覇者!!!!             | 丸川直子 | 長澤剛                  | 長澤剛     | 沓澤洋子、徳田拓也 外山陽介、中野圭哉 神戸洋行、細田沙織 藤田正幸、奥石暁 |
| 第10話 | 東西戦第二レース!!!!                 | 石田健幸 | あきとし たかはしひでや | 飯村正之   | 武口憲司、萩原省智 高見明男                                               |
| 第11話 | 決戦の城!!!!                         | 加戸誉夫 | 加戸誉夫                | 筑柴大介   | 石原満、一ノ瀬結梨 金海淑、朴昌煥 朴旲烈、外山陽介 高見明男               |
| 第12話 | 熱戦終尻!!!!                         | 加戸誉夫 | 髙橋秀弥 長澤剛         | 髙橋秀弥   | 石原満、山岡信一 沓澤洋子、清水陽一                                       |

### 放送局
| 放送期間                 | 放送時間                     | 放送局   | 対象地域 | 備考                      |
| ------------------------ | ---------------------------- | -------- | -------- | ------------------------- |
| 2016年10月6日 - 12月22日 | 木曜 23:30 - 翌0:00          | TOKYO MX | 東京都   |                           |
| 2016年10月7日 - 12月23日 | 金曜 0:00 - 0:30（木曜深夜） | AT-X     | 日本全域 | CS放送 / リピート放送あり |
|                          | 金曜 0:30 - 1:00（木曜深夜） | BS11     | 日本全域 | BS放送 / 『ANIME+』枠     |

| 配信開始日    | 配信時間                     | 配信サイト |
| ------------- | ---------------------------- | --- |
| 2016年10月7日 | 金曜 0:30 - 1:00（木曜深夜） | AbemaTV |
|               | 金曜 12:00 更新              | Amazonプライム・ビデオ Playストア J:COMオンデマンド TSUTAYA TV ニコニコチャンネル バンダイチャンネル ひかりTV ビデオパス ビデオマーケット PSビデオ U-NEXT 楽天ショウタイム |
| 2016年10月8日 | 土曜 0:30 - 1:00（金曜深夜） | ニコニコ生放送 |

### BD / DVD
| 巻 | 発売日         | 収録話          | 規格品番   | 規格品番   |
| 巻 | 発売日         | 収録話          | BD初回版   | DVD初回版  |
| -- | -------------- | --------------- | ---------- | ---------- |
| 1  | 2016年11月23日 | 第1話 - 第2話   | 1000632172 | 1000632178 |
| 2  | 2016年12月21日 | 第3話 - 第4話   | 1000632173 | 1000632179 |
| 3  | 2017年1月25日  | 第5話 - 第6話   | 1000632174 | 1000632180 |
| 4  | 2017年3月8日   | 第7話 - 第8話   | 1000632175 | 1000632181 |
| 5  | 2017年3月29日  | 第9話 - 第10話  | 1000632176 | 1000632182 |
| 6  | 2017年5月31日  | 第11話 - 第12話 | 1000632177 | 1000632183 |

### 映像特典
Blu-ray・DVD各巻収録短編アニメ。
| 回 | サブタイトル         | 脚本     | 絵コンテ・演出 | 作画監督 |
| -- | -------------------- | -------- | -------------- | -------- |
| 1  | 尻8の字              | 丸川直子 | 高橋秀弥       | 清水陽一 |
| 2  | 尻ボイパ             | 丸川直子 | 高橋秀弥       | 沓澤洋子 |
| 3  | 勝負下着             | 丸川直子 | 高橋秀弥       | 平馬浩司 |
| 4  | うなぎサイダー       |          |                |          |
| 5  | 真夜中の尻戦         |          |                |          |
| 6  | 競女よ永遠（とは）に |          |                |          |

### ラジオ
『ネッケツ！カイケツ！競女ラジオ！』は、2016年10月5日よりラジオ大阪にて水曜日24時45分から25時00分まで、2017年1月5日から同年3月30日（最終回）までは木曜日23時30分から23時45分に放送されていた番組。パーソナリティは神無のぞみ役のLynnと豊口のん役の大西沙織。

### 評判
TVアニメ放送中（2016年11月中旬）、海外に向けて日本のアニメやドラマ、マンガなどを配信するサービスCrunchyroll（クランチロール）が公式Twitter（@Crunchyroll）にて、北米やヨーロッパなどで最も人気のあった2016年の秋アニメについて発表した。
今作は、アメリカ合衆国では全体の3位（1位：ドリフターズ、2位：ユーリ!!! on ICE）、ヨーロッパでは全体の2位（1位：ユーリ!!! on ICE、3位：文豪ストレイドッグス）という好結果であった。
またアキバ総研が運営するアニメポータブルにおいて開催されていた、公式投票企画「夢中になりました！　観てよかった2016秋アニメ人気投票」では、終盤まで1位を維持していた本作だが、残り僅かのところで本作と100票差の2位であった『ユーリ!!! on ICE』に惜しくも抜かれ、2016年秋アニメ（2016年9月～10月にかけてスタートしたアニメ）66作品中2位という好結果に終わった。
また、AT-Xアニメランキング2016では15位であった。
Blu-ray第1巻の売上は振るわなかったらしく、「二期は無いと思いますがいつまでも応援してます」というファンの声に対し公式ツイッターが「数字だけを見て嘆いている時ではありません。あなたがやるべきは布教です。競女を布教するのです」と返答している。

### パチンコ
豊丸産業より、パチンコ機「P競女!!!!!!!!-KEIJO-」が2021年5月10日より導入開始。

### 小学館コミック
1. ↑  “『競女!!!!!!!! 1』”. 2014年6月11日閲覧。
2. ↑  “『競女!!!!!!!! 2』”. 2014年6月11日閲覧。
3. ↑  “『競女!!!!!!!! 3』”. 2014年6月11日閲覧。
4. ↑  “『競女!!!!!!!! 4』”. 2014年6月11日閲覧。
5. ↑  “『競女!!!!!!!! 5』”. 2014年6月11日閲覧。
6. ↑  “『競女!!!!!!!! 6』”. 2014年6月11日閲覧。
7. ↑  “『競女!!!!!!!! 7』”. 2014年6月11日閲覧。
8. ↑  “『競女!!!!!!!! 8』”. 2015年8月18日閲覧。
9. ↑  “『競女!!!!!!!! 9』”. 2015年11月18日閲覧。
10. ↑  “『競女!!!!!!!! 10』”. 2016年2月18日閲覧。
11. ↑  “『競女!!!!!!!! 11』”. 2016年5月18日閲覧。
12. ↑  “『競女!!!!!!!! 12』”. 2016年9月16日閲覧。
13. ↑  “『競女!!!!!!!! 13』”. 2016年10月18日閲覧。
14. ↑  “『競女!!!!!!!! 14』”. 2016年12月16日閲覧。
15. ↑  “『競女!!!!!!!! 15』”. 2017年3月17日閲覧。
16. ↑  “『競女!!!!!!!! 16』”. 2017年5月18日閲覧。
17. ↑  “『競女!!!!!!!! 17』”. 2017年6月16日閲覧。
18. ↑  “『競女!!!!!!!! 18』”. 2017年7月18日閲覧。